# Історія живопису

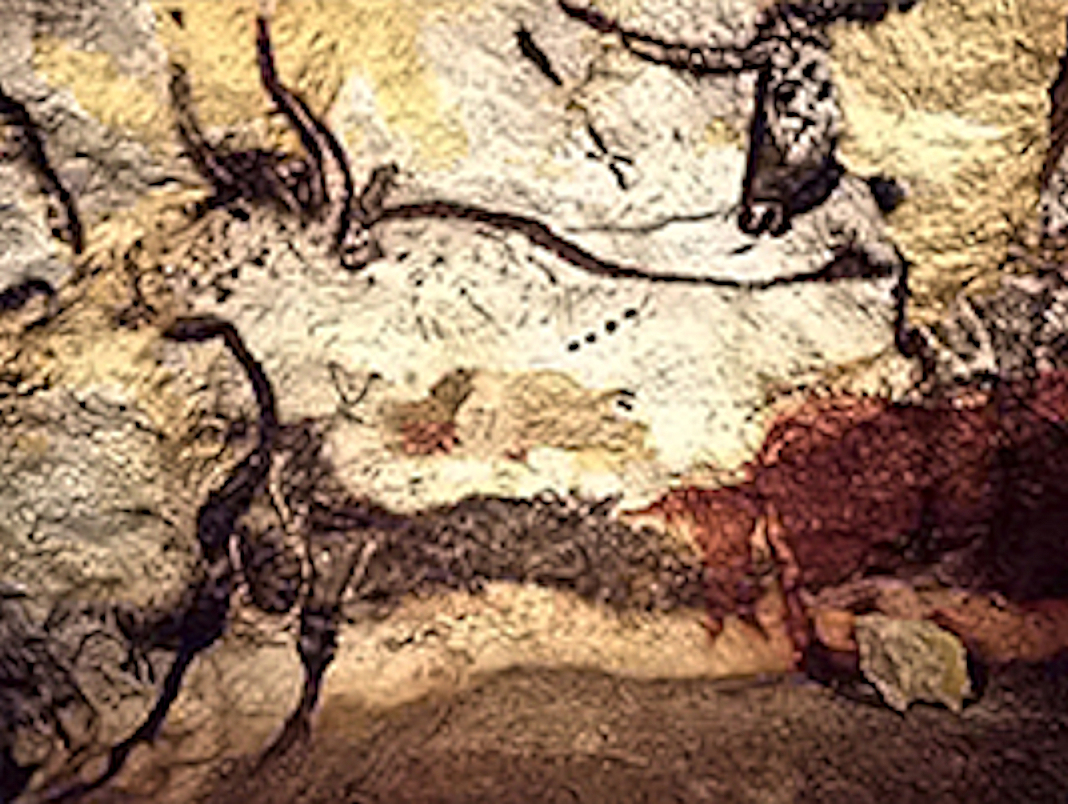
Зображення тура у печері Ласко, Франція, первісне мистецтво

Історія живопису сягає далекого минулого і розпочинається від перших артефактів доісторичної людини і охоплює всі культури. Історія живопису являє собою майже безперервну античну традицію.

## Загальний опис
В різних культурах, на різних континентах і впродовж тисячоліть, історія живопису — це безперервна ріка творчості, яка триває в XXI столітті. До XX століття воно спиралось в першу чергу на репрезентативні, релігійні і класичні мотиви, після чого отримали підтримку більш абстрактні і концептуальні підходи.
Події у східному живописі в цілому відбулись на кілька століть раніше, ніж події у західному живописі. На африканське, єврейське, ісламське, індійське, китайське і японське мистецтва значний вплив мало західне мистецтво і навпаки.
Первісно мистецтво слугувало утилітарним цілям під імперським, приватним, громадянським і релігійним патронажем, пізніше, західне і східне мистецтва знайшло підтримку в аристократії і середнього класу.
Починаючи з Нового часу, через Середньовіччя і Відродження художники працювали на церкву і богату аристократію. Починаючи з періоду Бароко митці отримували винагороду від більш освіченого і заможного середнього класу. Насамкінець, на заході ідея «мистецтво для мистецтва» знайшла відображення в роботах художників епохи Романтизму, таких як Франсіско-Хосе де Гоя, Джона Констебля та Вільяма Тернера. У 19 столітті відбувся розквіт комерційного живопису, який отримав підтримку у XX столітті.

## Доісторичний період
Найдавніші відомі малюнки датуються приблизно 40 000 років тому. Хосе Луїс Санчідріан з університету Кордови, Іспанія, вірить, що зображення, швидше за все, намальовані неандертальцями ніж сучасною людиною. Зображення у печері Шове у Франції датуються 32 000 років. Вони створені за допомогою червоної охри і чорного пігменту і демонструють коней, носорогів, левів, буйволів, мамонтів або людину під час полювання. Існує багато прикладів печерних зображень по всьому світу у Франції, Індії, Іспанії, Португалії, Китаї, Австралії.
Існують різні припущення щодо значення цих малюнків. Існує точка зору, що доісторична людина малювала тварин, щоб заволодіти їх душею або духом щоб легше їх вполювати або зображення можуть репрезентувати анімістичне бачення світу. Вони можуть бути результатом потреби вираження, яка є вродженою для людей або малюнки можуть служити для передачі інформації.

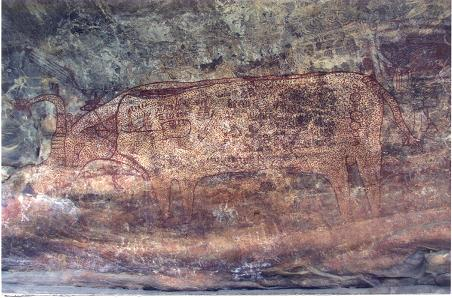
Скельні укриття в Бхімбетці, наскельне мистецтво, кам'яна доба, Індія
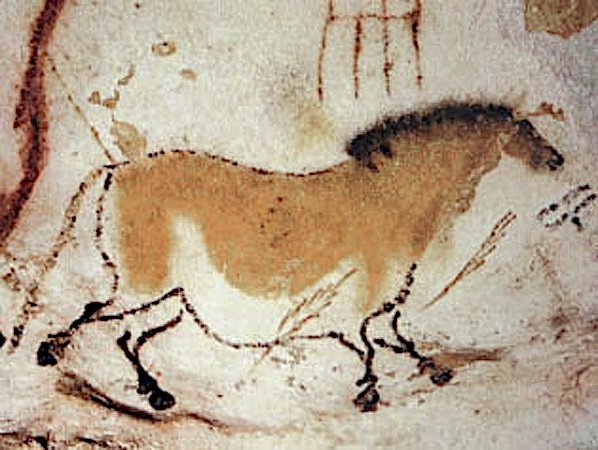
Печера Ласко, кінь
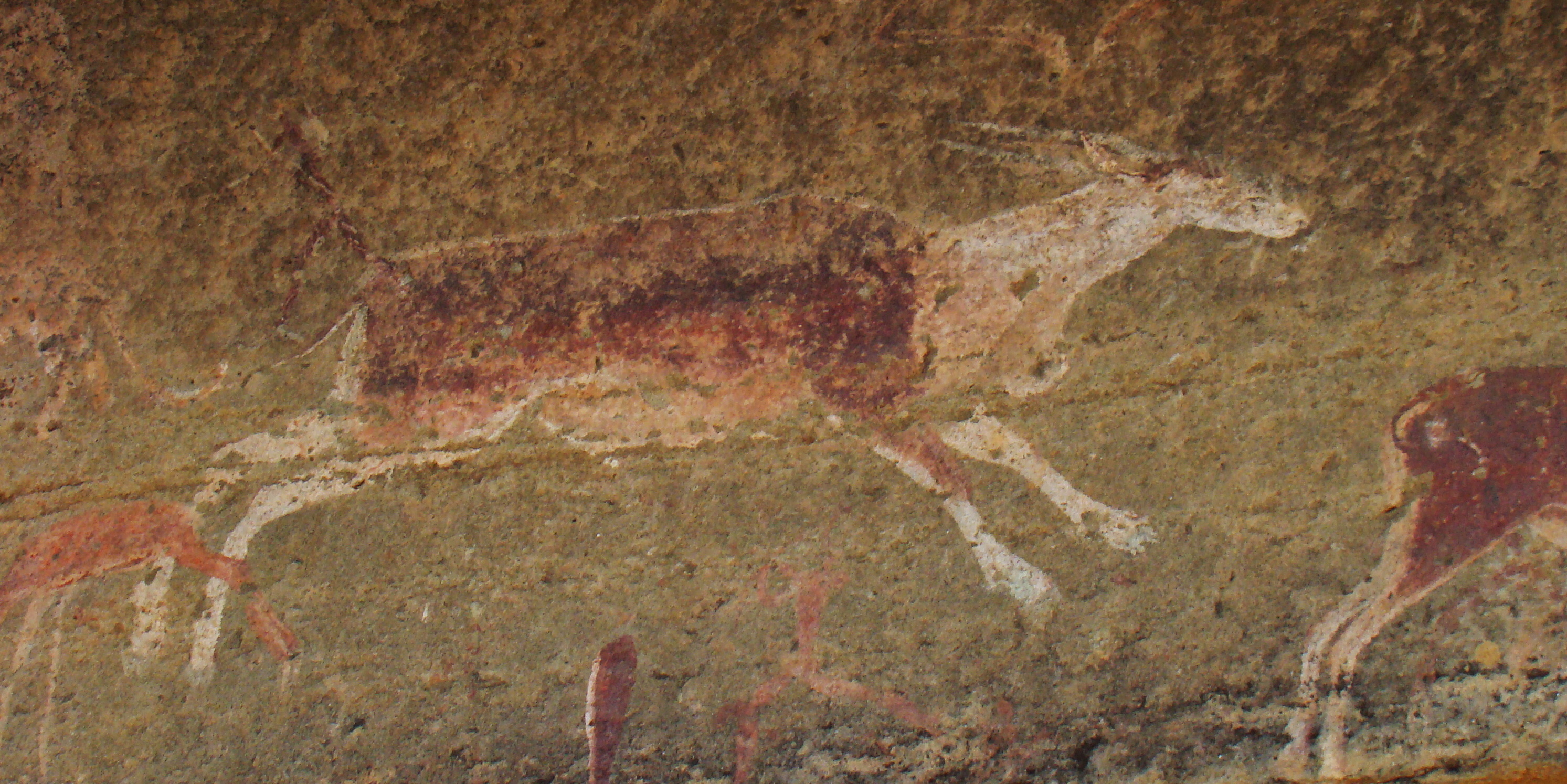
Канна звичайна, наскельне мистецтво, Драконові гори, Південна Африка
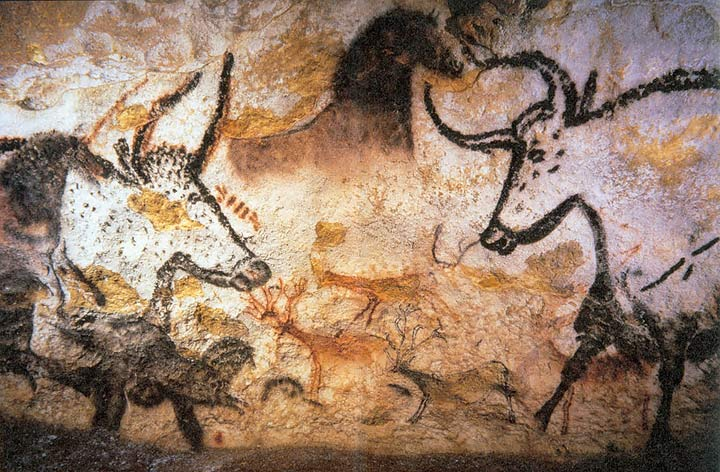
Печера Ласко, буйволи і коні
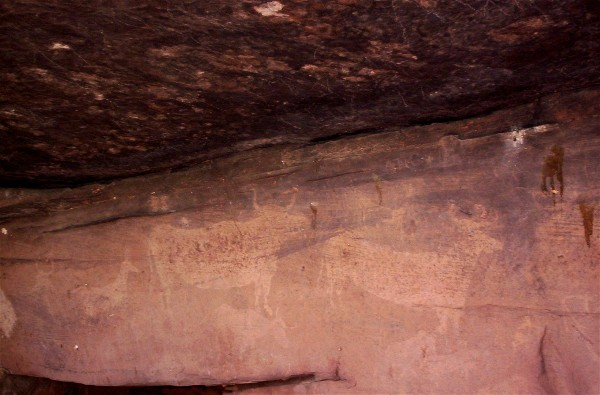
Малюнки в іспанських печерах, що зображують  биків.
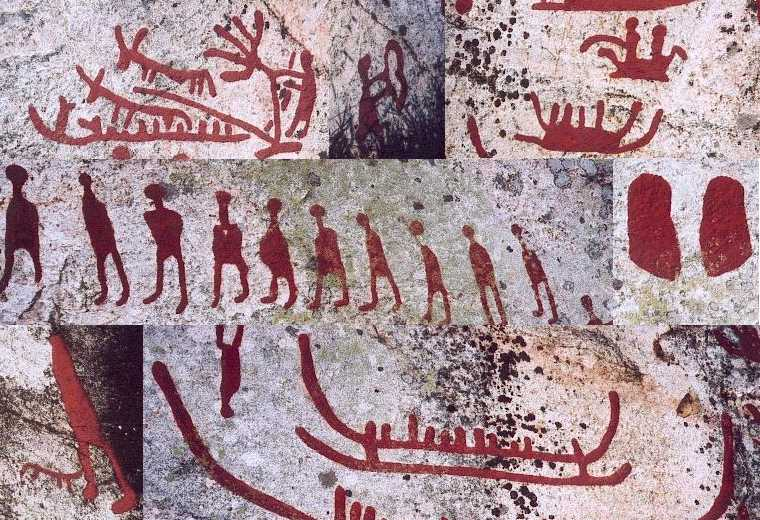
Петрогліфи, зі Швеції, Скандинавська бронзова доба (малюнки)
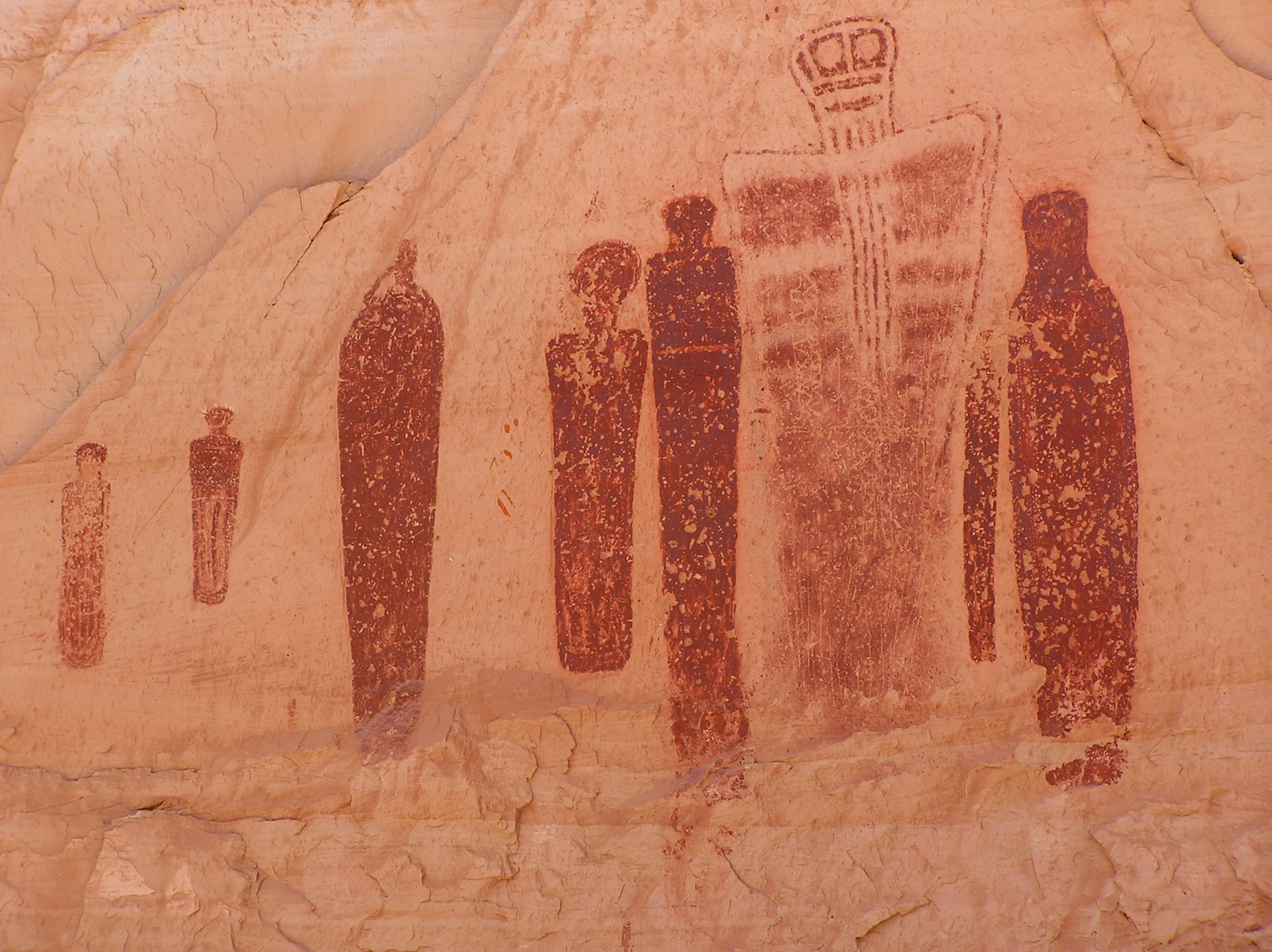
Піктограми з Великої Галереї, Національний парк Каньонлендс Хорсшу-Каньйон, Юта, 1500 р. до н.е.
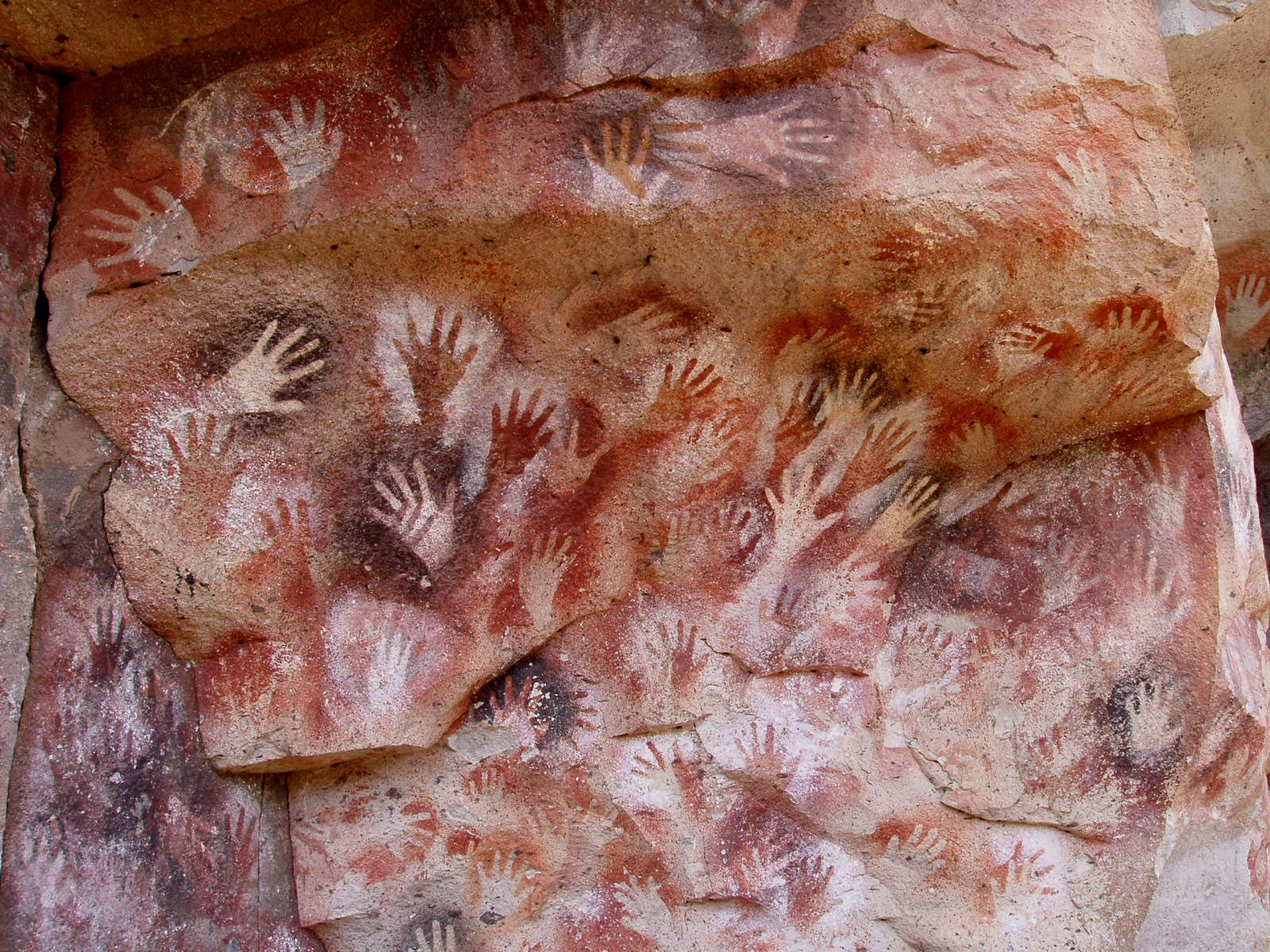
Печера Куева-де-лас-Манос (іспанською "печера рук") на півдні Аргентини в провінції Санта-Крус, 7300 р. до н.е.
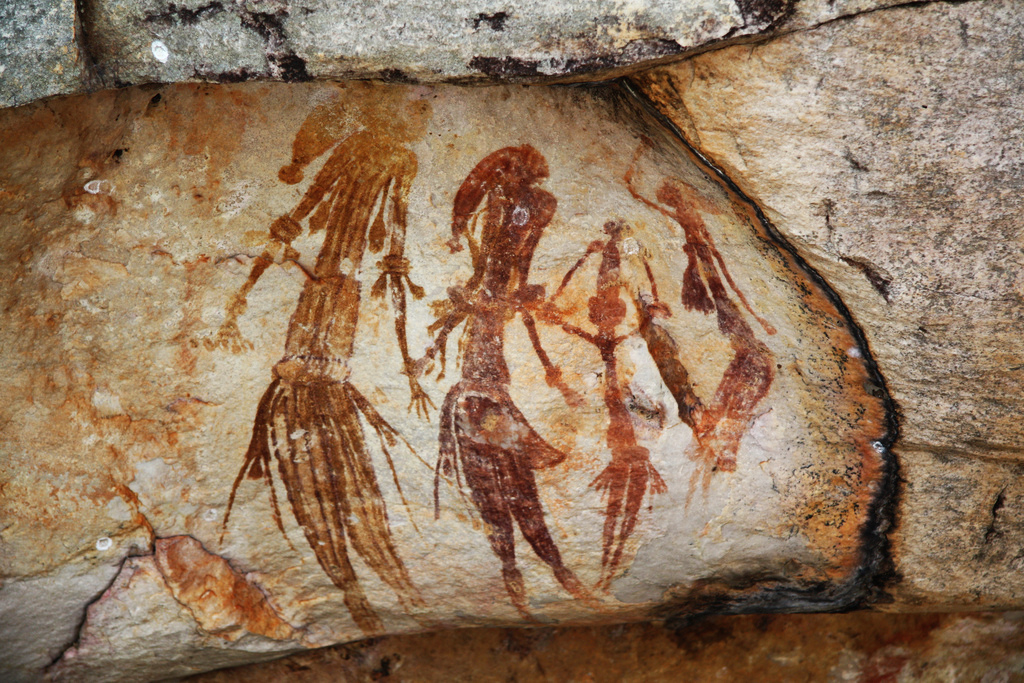
Наскельні малюнки Бредшоу знайдені у північно-західному регіоні Австралії - Кімберлі, 15 000 р. до н.е.
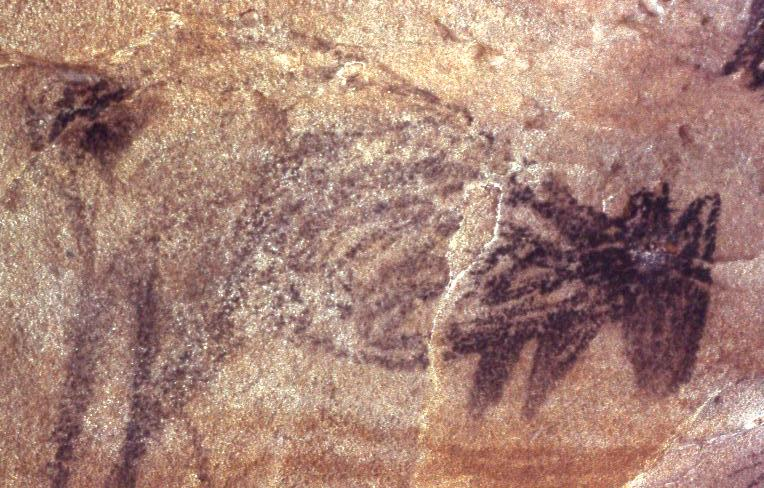
Малюнки вугіллям, що зображують кенгуру у Сіднеї (Сіднейські гравюри на скелі), 4000 р. до н.е.

В період палеоліту малюнки в печерах були рідкісні. Більшість з малюнків представляли тварин, не тільки тих, які використовувались в їжу, а також тварин, які втілюють для первісної людини силу, такі як єдинороги або представники родини котячих, такі малюнки можна побачити в печері Шове. Іноді вчені знаходять малюнки у вигляді крапок. Рідкісні зображення людини в печерному мистецтві — це відбитки рук і їх трафарети, фігури, які зображують людину або гібриди з тваринами. Печера Шове у Франції є важливою пам'яткою палеолітичного мистецтва, малюнки в ній датуються 31 000 років до н. е. Малюнки у печері Альтаміра у Іспанії виконані 14 000 — 12 000 років до н. е. і демонструють також бізонів. «Зал биків» у печері Ласко у Франції один з найвідоміших скупчень малюнків у світі і датується 15 000 — 10 000 р. до н. е.
Якщо малюнки у печерах і мають значення, то воно залишається на сьогодні невідомим. Печери не були постійним місцем проживання людей, вони могли використовуватись час від часу для проведення ритуалів. Малюнки тварин супроводжуються також зображеннями знаків, які можуть мати магічне підґрунтя. Малюнки схожі на стріли у печері Ласко іноді інтерпретується як календар або альманах, проте докази таких інтерпретацій відсутні. Найбільш важливі роботи доби мезоліту — крокуючі воїни з наскельних малюнків, що знаходяться у провінції Кастельйон, Іспанія, вони датуються 7000-4000 років до н. е.
Техніка, яку використовували для нанесення на камінь — видування або випльовування пігменту. Малюнки доволі натуралістичні хоч і стилізовані. Фігури не тривимірні, хоча вони перекриваються одна одною.
Найраніші відомі індійські малюнки на камені доісторичної доби — петрогліфи, які знайдені в таких місцях як скельні укриття в Бхімбетці, деяким з них більше 5500 р. до н. е. Такі роботи тривали і через кілька тисячоліть, у VII столітті, у скелях Аджанти, штат Махараштра, є добре збережені індійські кольорові малюнки — у більшості випадків це відтінки червоного і помаранчевого отримані з мінералів.

## Схід

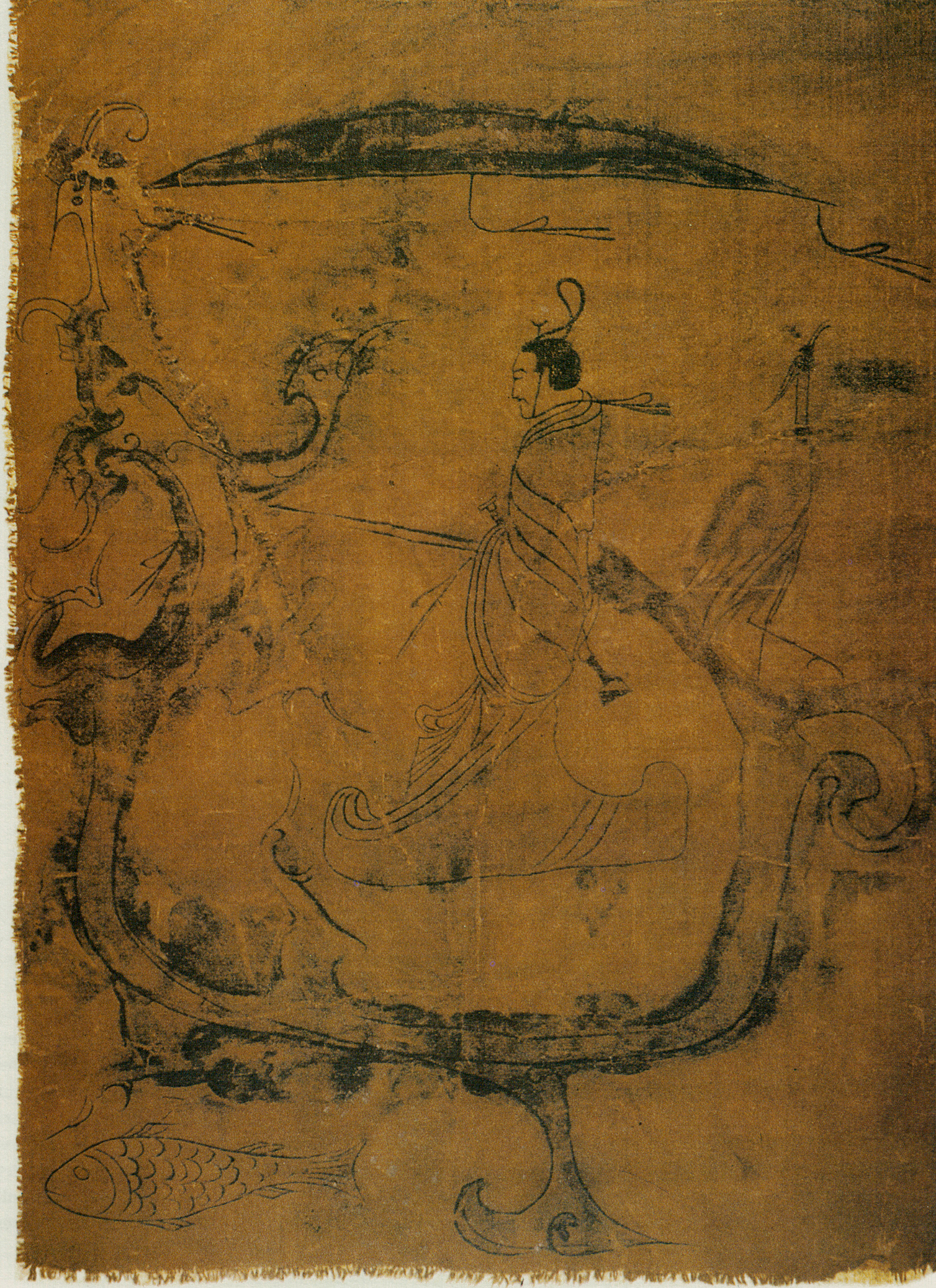
Малюнок на шовку, на якому чоловік верхи на драконі, V ст. до н. е.,період Чжаньґо, гробниця Зіданку № 1,Чанша, провінція Хунань

Живопис Сходу зазнав впливу широкого спектра різних культур і релігій. Розвиток живопису сходу історично рухався паралельно розвитку західного мистецтва і в цілому випереджав його на кілька століть. Африканське мистецтво, єврейське мистецтво, ісламське мистецтво, індійське мистецтво, китайське мистецтво, корейське мистецтво, японське мистецтво справили значний вплив на західне мистецтво і навпаки.
Китайський живопис — один з найдавніших безперервних художніх традицій в світі. Найдавніші малюнки не репрезентативні проте декоративні; вони складалися з візерунків або малюнків, а не картин. Перші горщики прикрашались спіралями, зигзагами, крапками або тваринами. Лише під час періоду Чжаньґо (403—221 р. до н. е.) художники почали зображати світ довкола них. Японський живопис один з найдавніших і найбільш вишуканих творів японського мистецтва, що охоплює широке коло жанрів і стилів. Історія живопису Японії — це довга історія синтезу і змагання між японською естетикою і адаптацією імпортованих ідей. Корейський живопис, як незалежна форма починається приблизно з 108 р. до н. е., часу існування протодержави Кочосон, роблячи його одним з найстаріших у світі. Мистецькі роботи того періоду еволюціонували в різні стилі, що характеризують період трьох держав, найбільш відомі малюнки і фрески, що прикрашають гробниці царів періоду Когурьо. Впродовж періоду Трьох держав, корейський живопис характеризується головним чином комбінацією пейзажів в корейському стилі, корейськими рисами обличчя, буддійськими темами, і акцентом на небесних спостереженнях, що сприяло швидкому розвитку корейської астрономії.

### Східна Азія

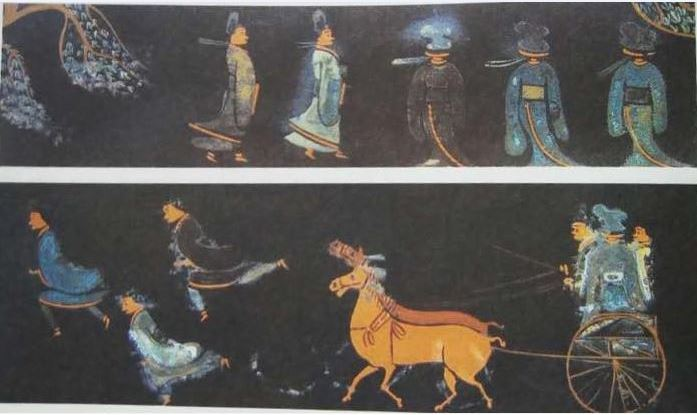
Лакований малюнок в гробниці Цзинмень (кит: 荊門楚墓) держава Чу (704–223 до н.е.), що зображає чоловіка у колісниці з двома кіньми
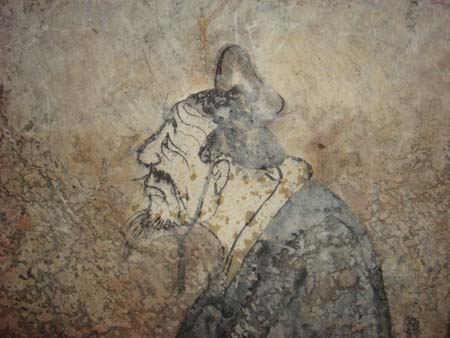
Деталь фрески, на якій зображений китайський філософ Конфуцій, з Західної Хань (202 р. до н.е. - IX ст. н.е. ) могила в Донгпінг, провінція Шаньдун
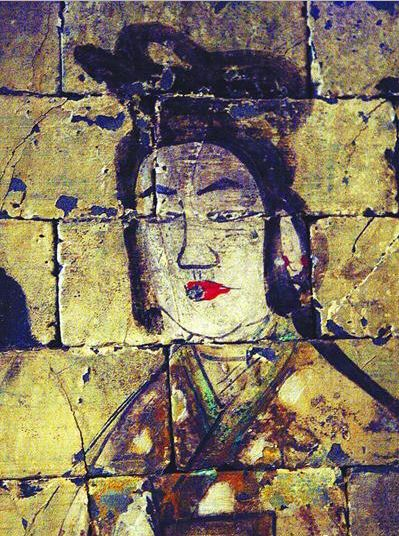
Китайська жінка, фреска з Західної Хань (202 р. до н.е. — IX ст. н.е. ), гробниця Сіань (стародавнє місто Чанань), провінція Шеньсі
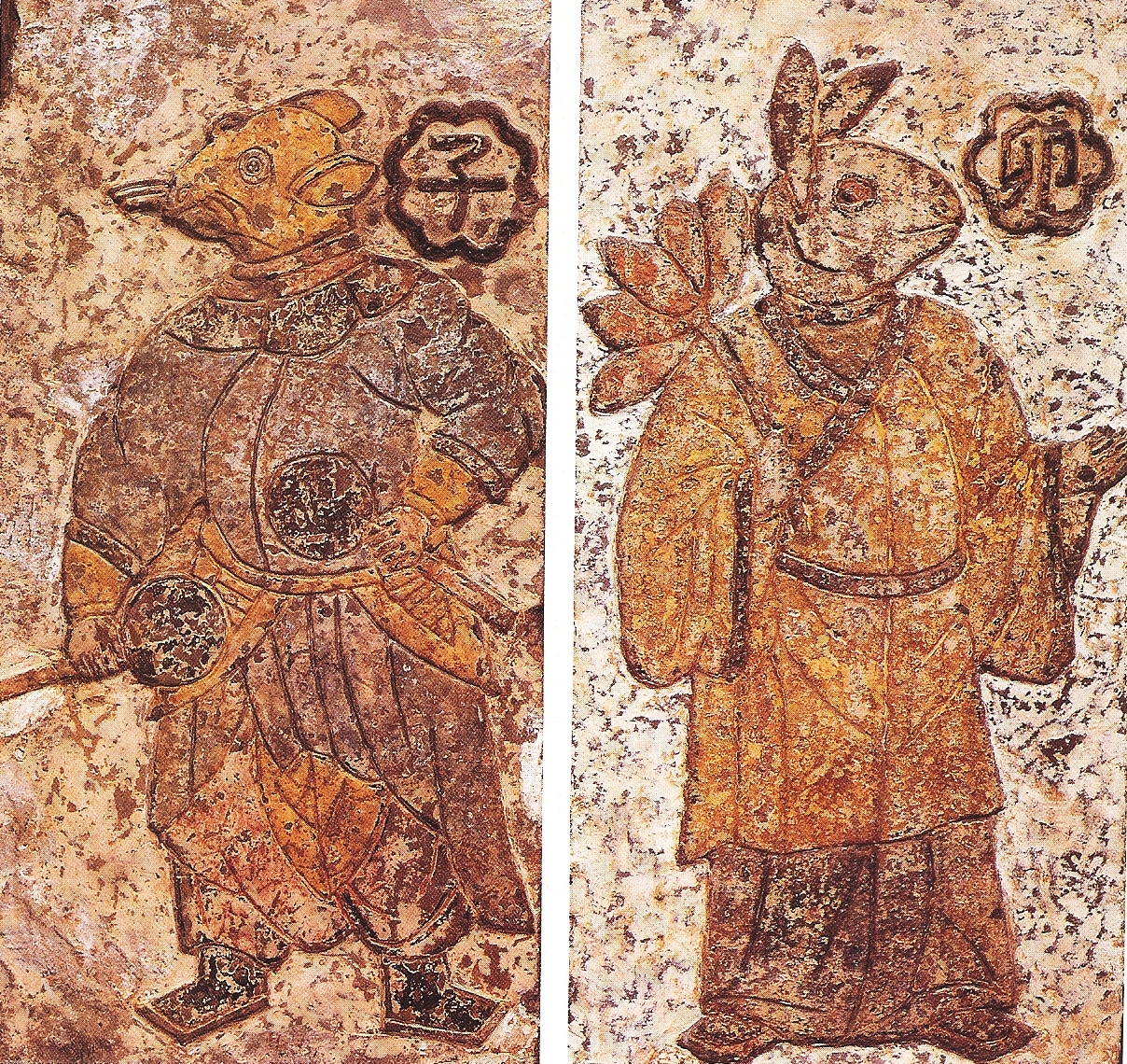
Зображення на плитці духів-охоронців в китайському одязі періоду Династії Хань (202 р. до н.е. – 220 р. н.е.)
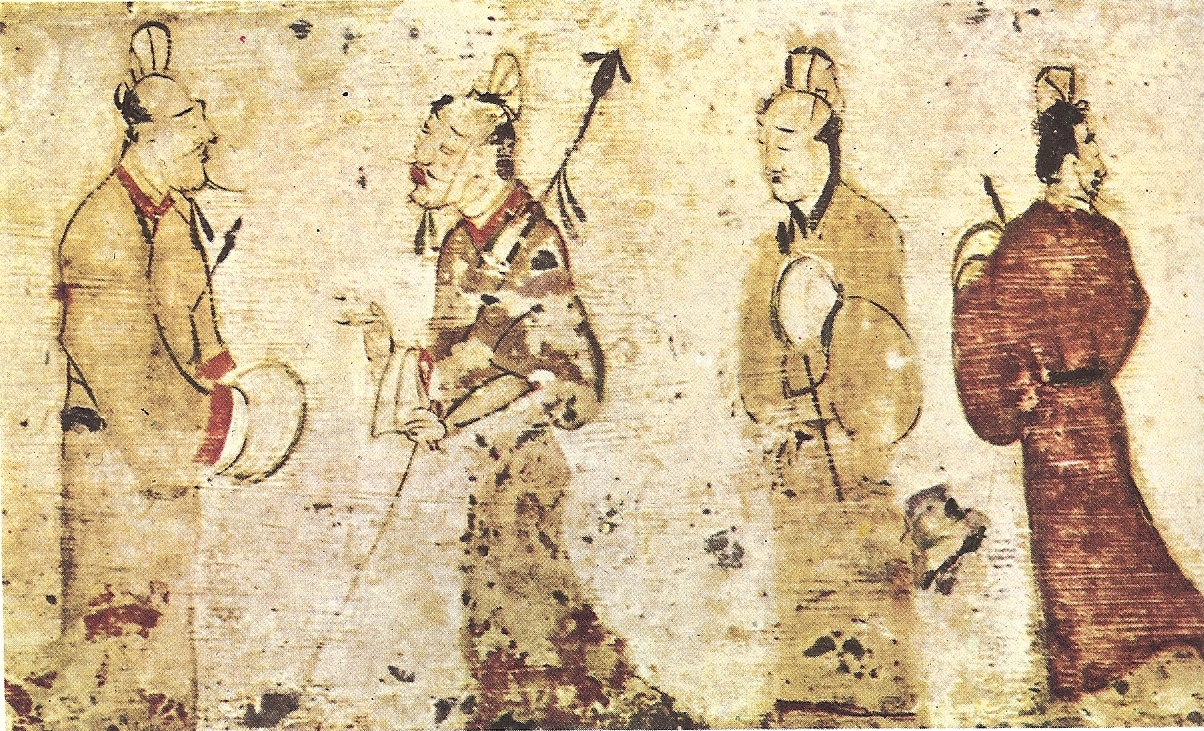
Розмова джентльменів, розпис у гробниці династії Східна Хань (25–220 р. н.е.).
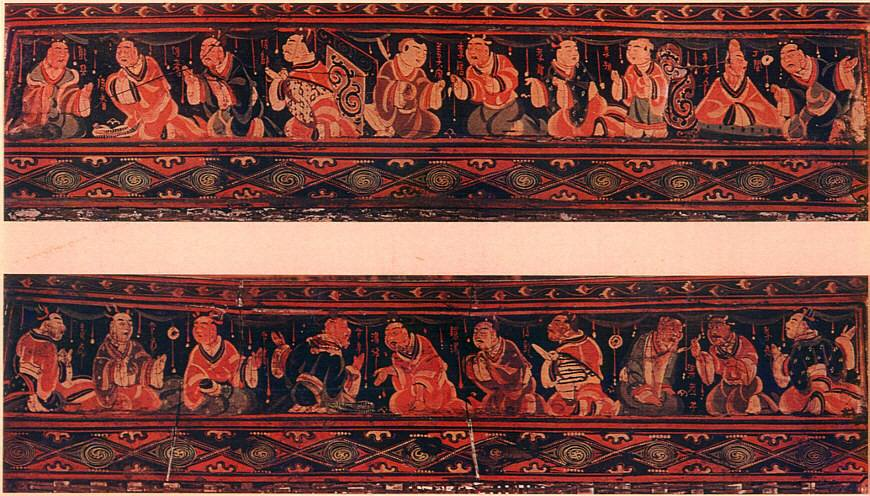
Лакований кошик з Командирства Леланг, на якому зображені чоловіки, що сидять, династії Східна Хань (25–220 р. н.е.).
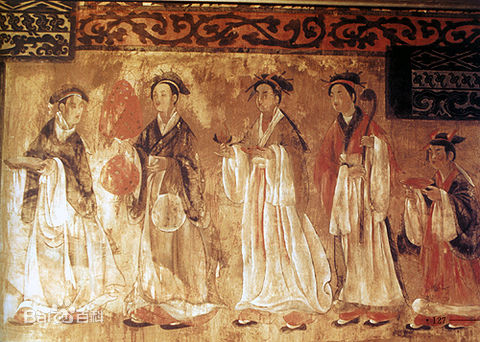
Придворні жінки, мурал зі династії Східна Хань (25–220 р. н.е.), гробниця з Чженчжоу, Хенань.
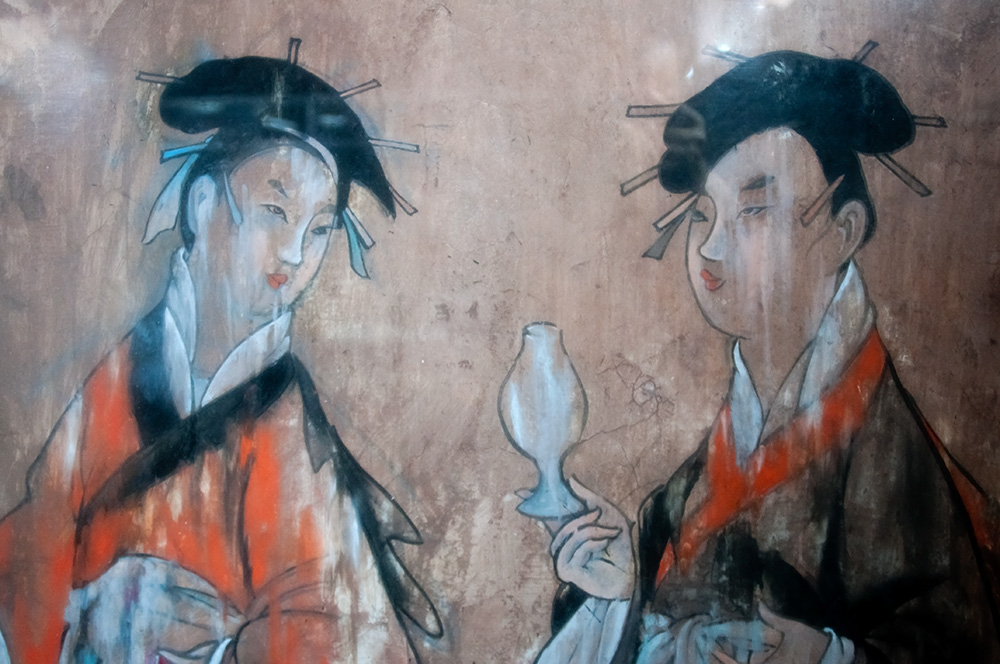
Придворні жінки, мурал зі династії Східна Хань (25–220 р. н.е.), гробниця з Чженчжоу, Хенань.
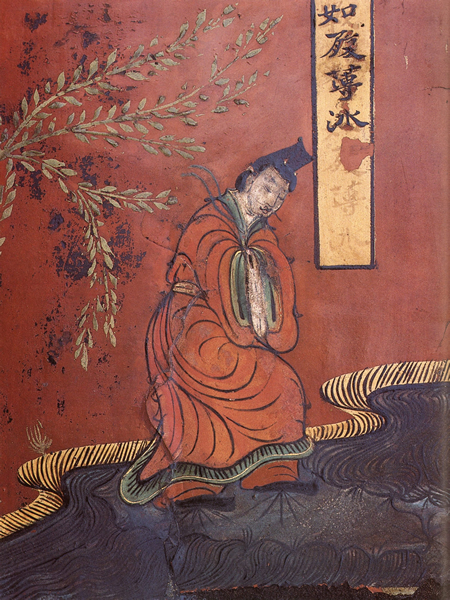
Лакований малюнок фігури чоловіка на дерев'яному полотні, династія Північна Вей, V ст. н.е.
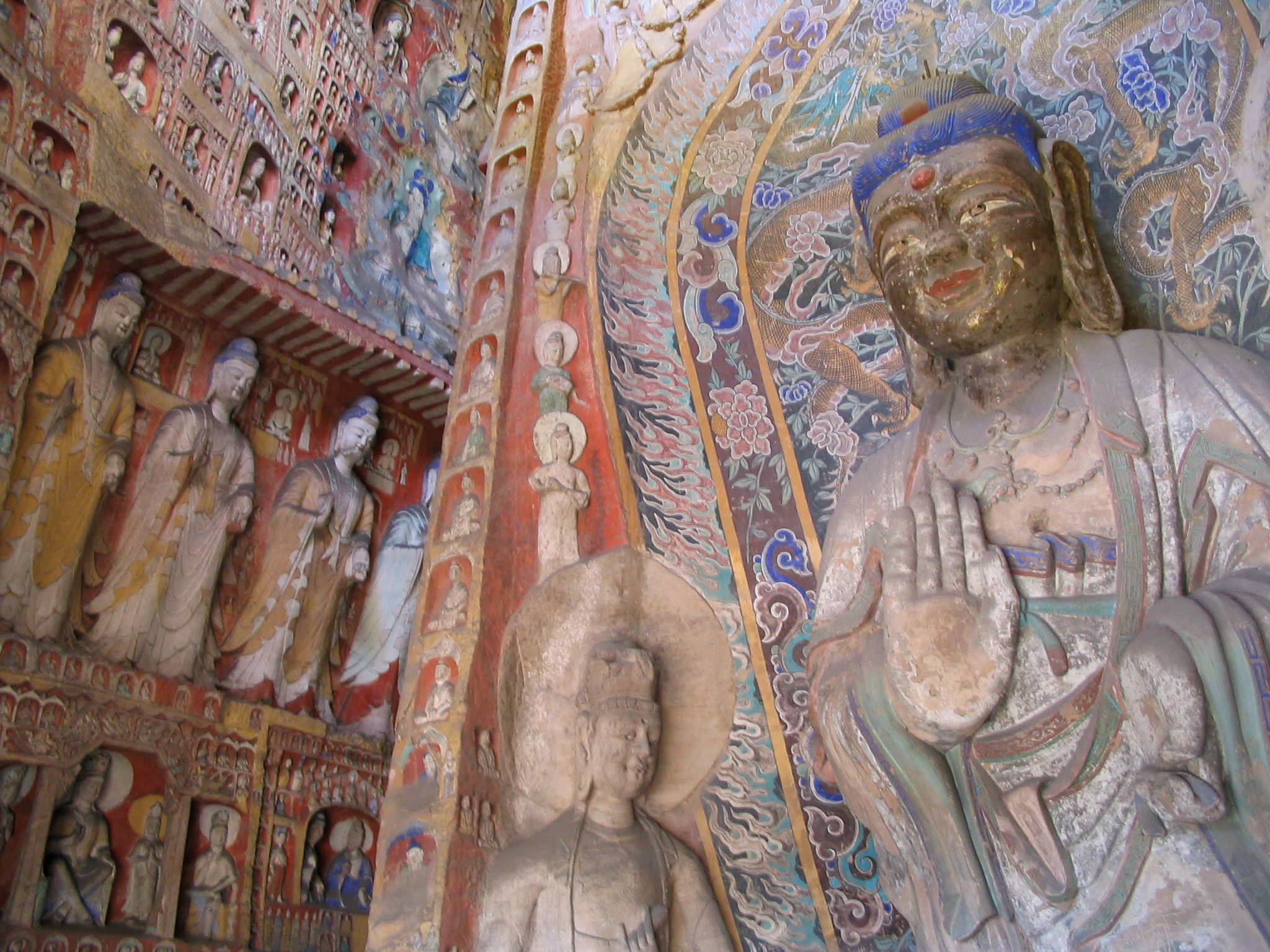
Буддійське мистецтво розписних рельєфних скульптур з Юньґану, Північна Вей (386-535 рр. н.е.)
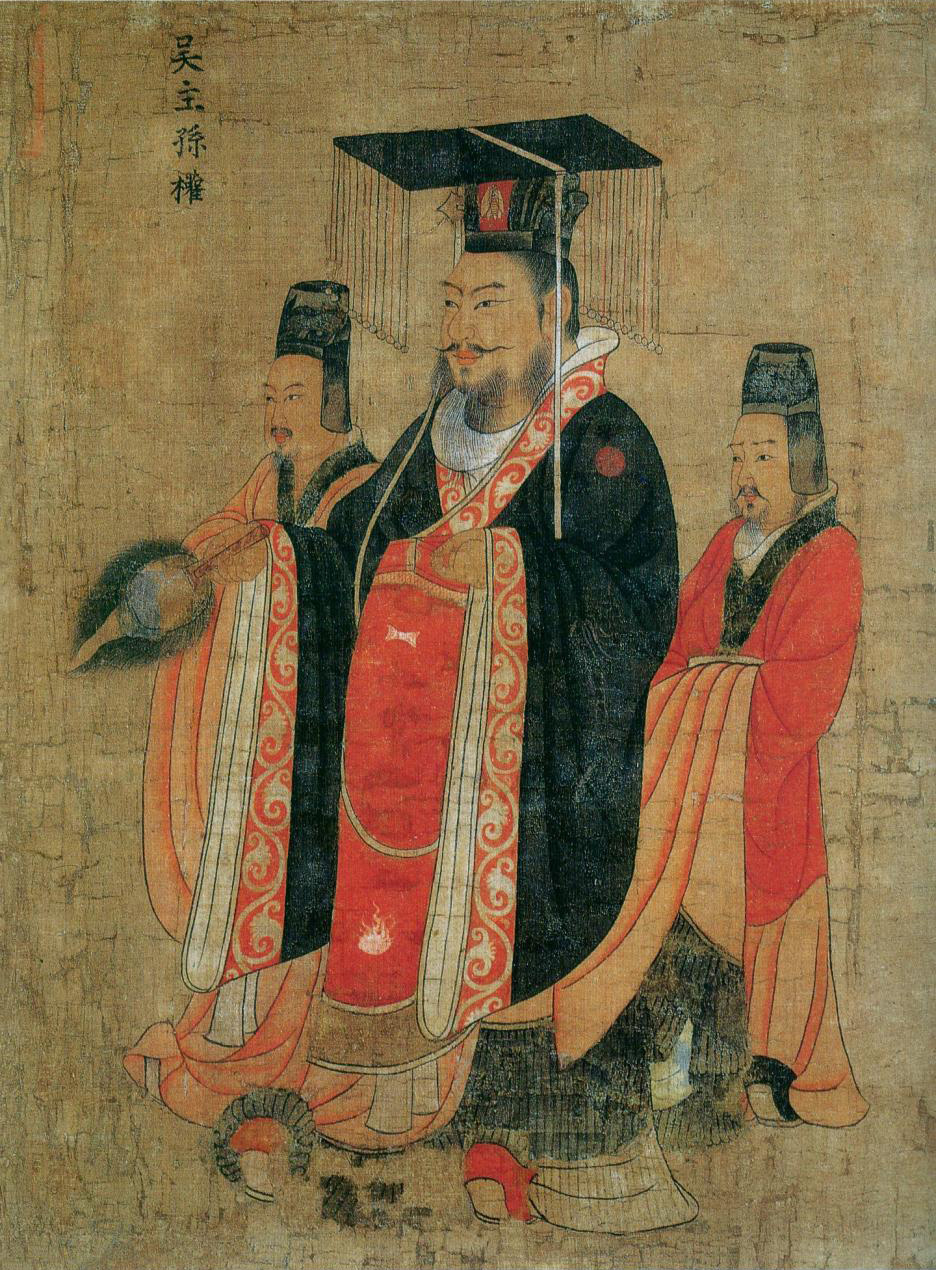
Імператор Сунь Цюань на Сувої Тринадцяти Імператорів і Учені Північної Ци, що зіставляють класичні тексти, Янь Лібень ( 600–673 рр. н.е.), Китай
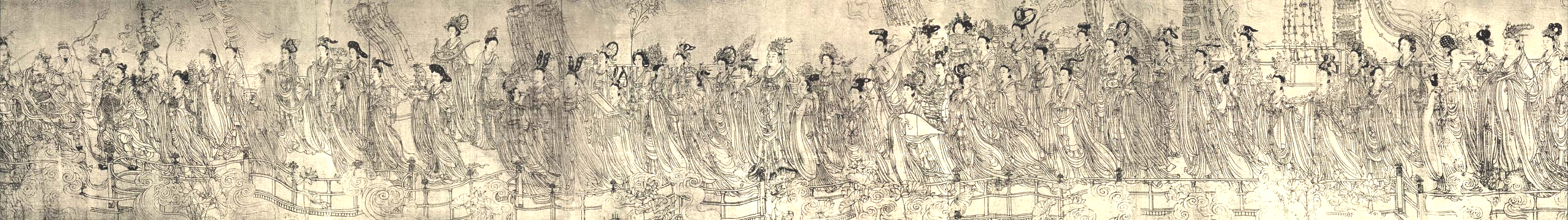
87 небожителів, У Даоцзи (685–758), Династія Тан, Китай
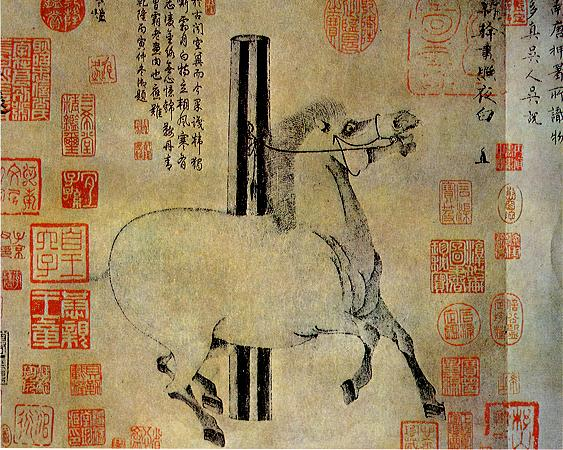
Кінь «Блискавка в ночі», Хань Гань, VIII століття, Династія Тан, Китай
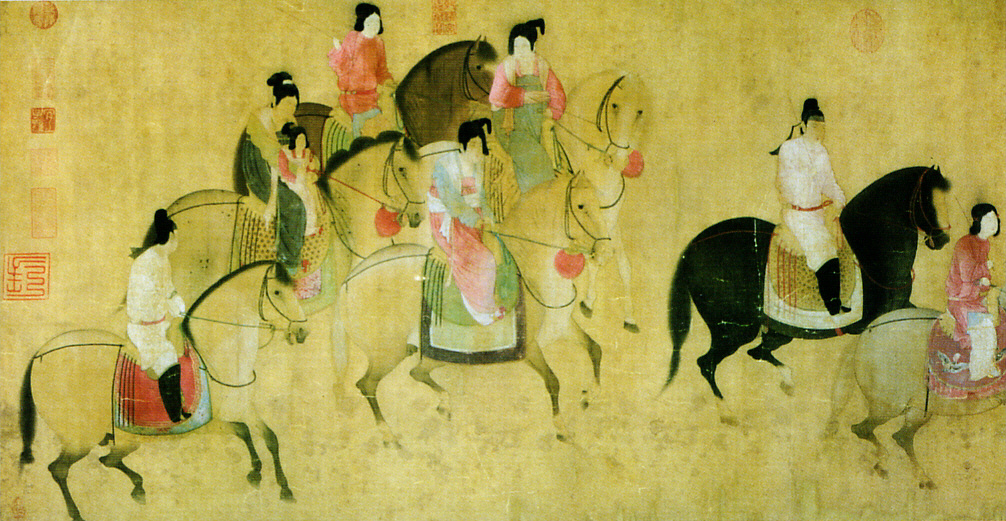
«Прогулянка навесні знатних дам з володіння Го», Чжан Сюань, VIII століття, Династія Тан, Китай
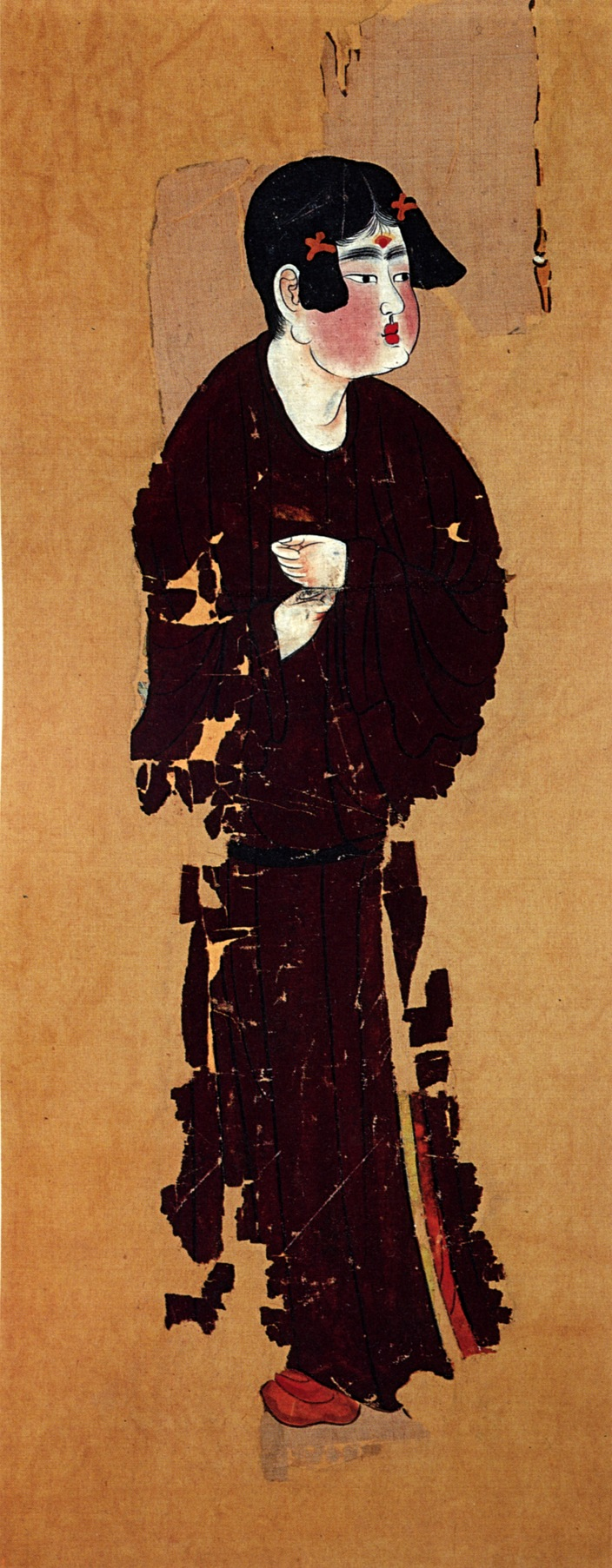
Слуга, VIII століття, Династія Тан, Китай
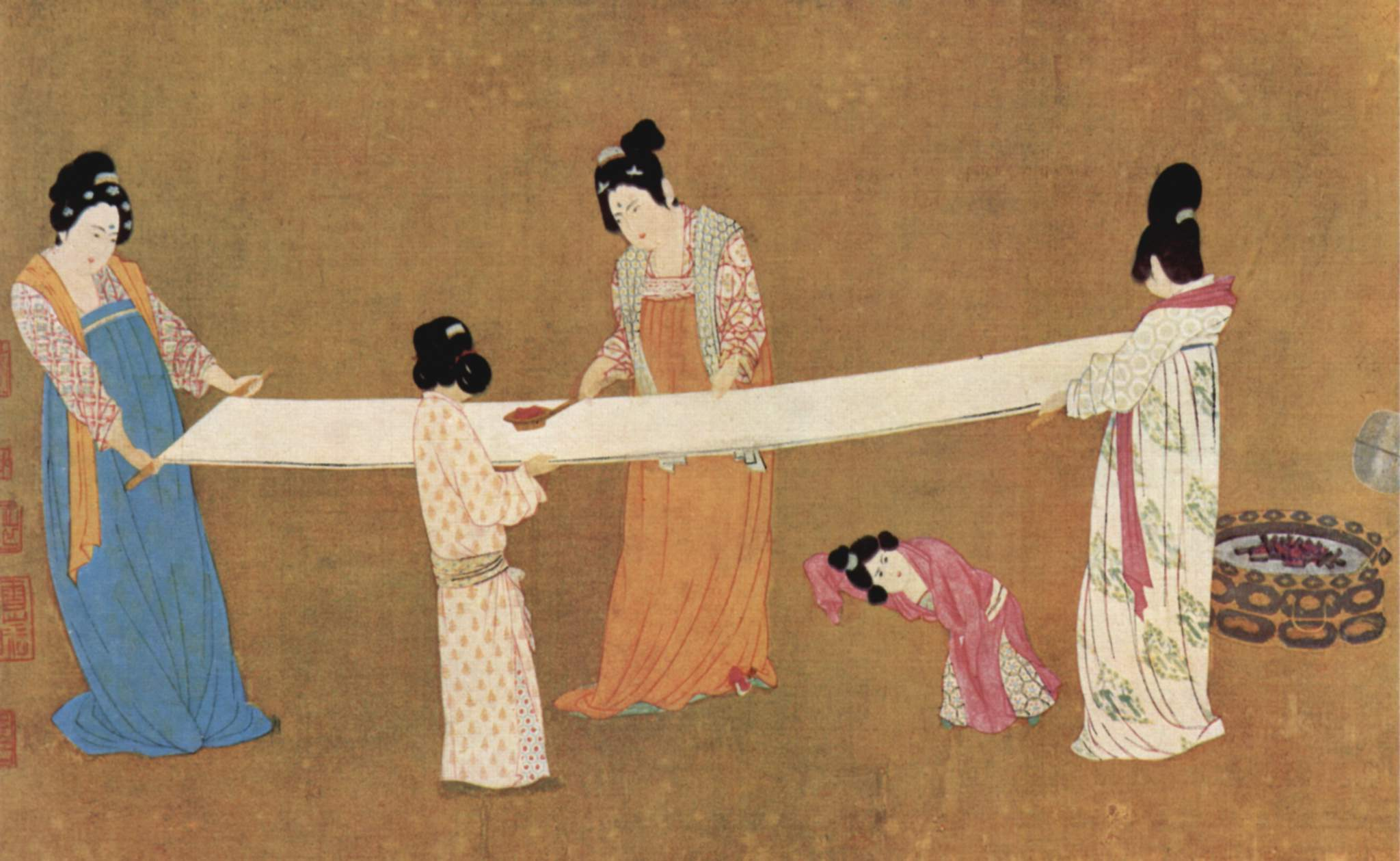
«Приготування шовку»,перероблена робота VIII століття Чжан Сюаня виконана імператором Чжао Цзі, початок XII ст., Китай
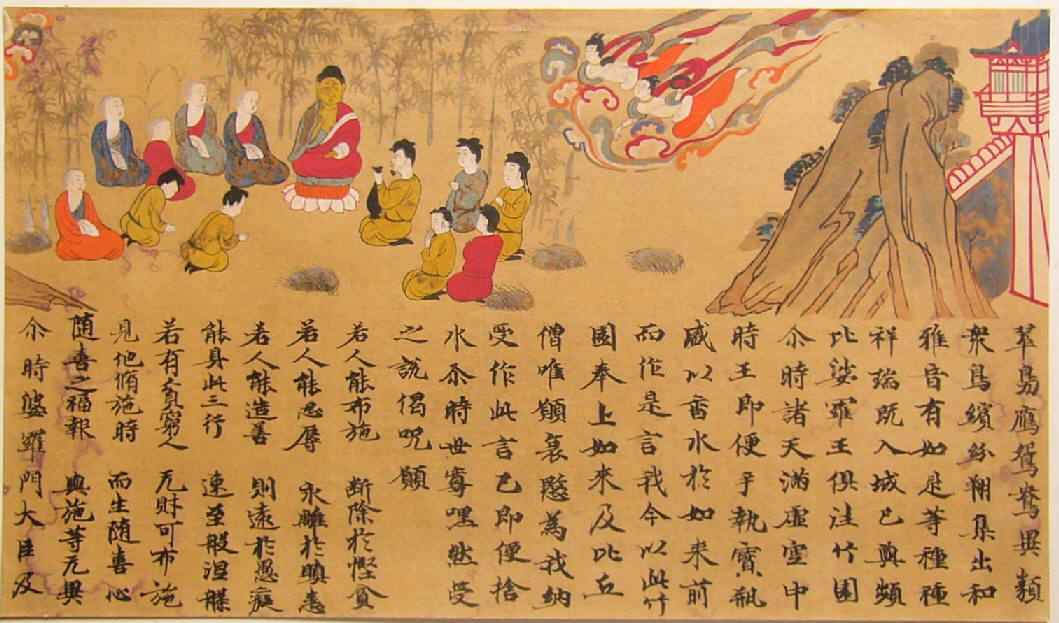
Ілюстрована сутра з періоду Нара, VIII століття, Японія
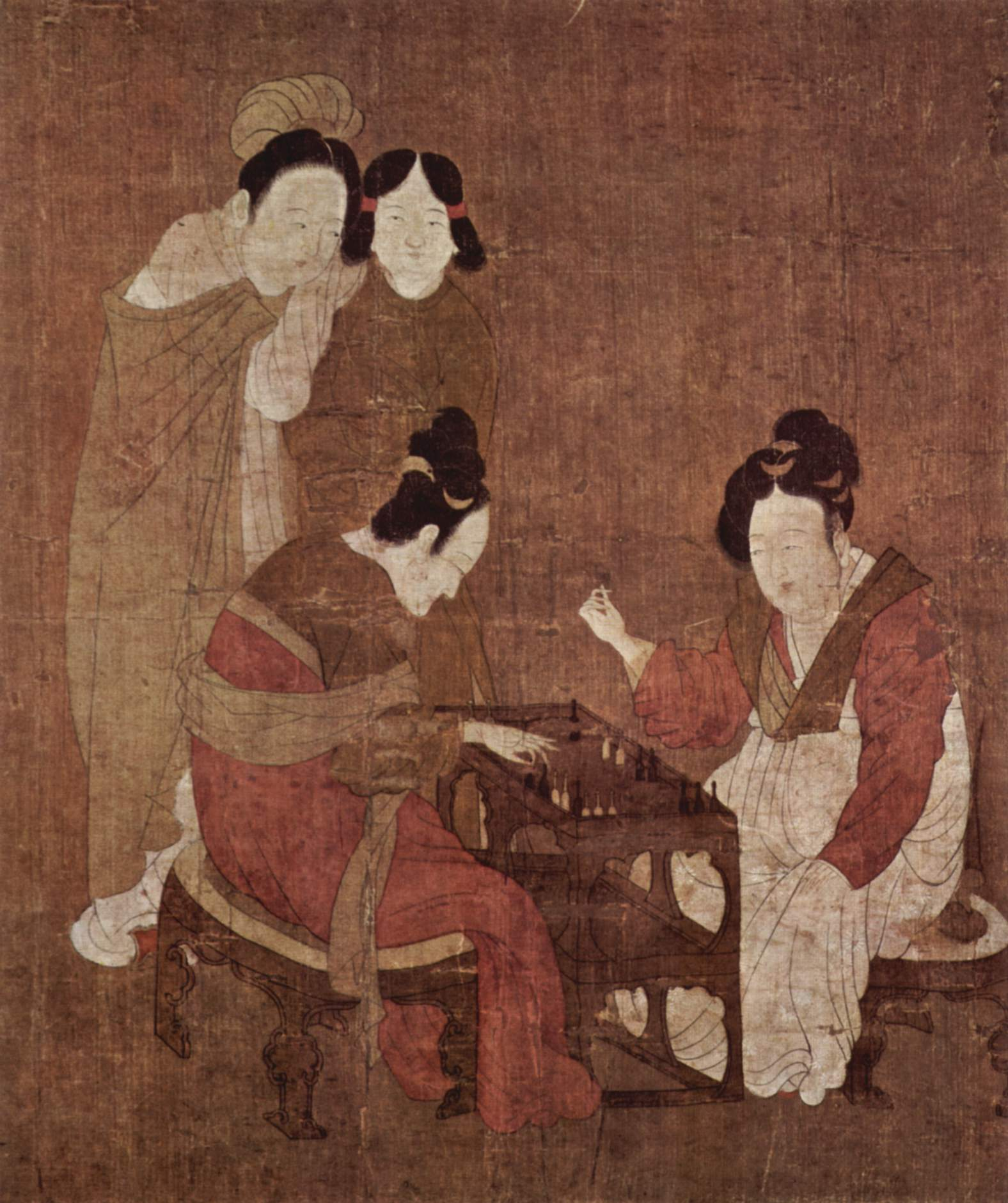
Дами, що грають в нарди, Чжоу Фан (730–800 рр.), Династія Тан, Китай
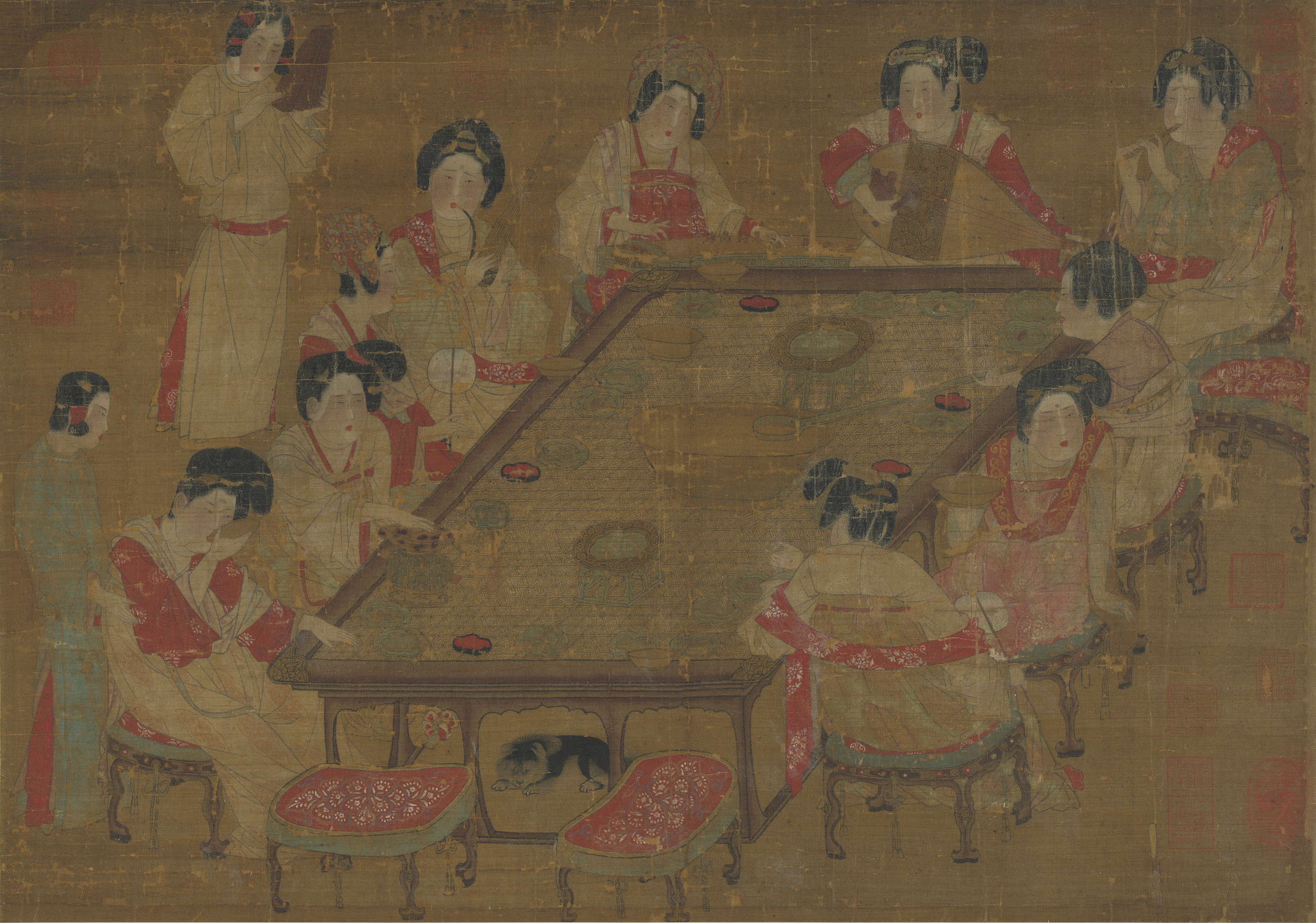
Палацовий концерт, Династія Тан, Китай
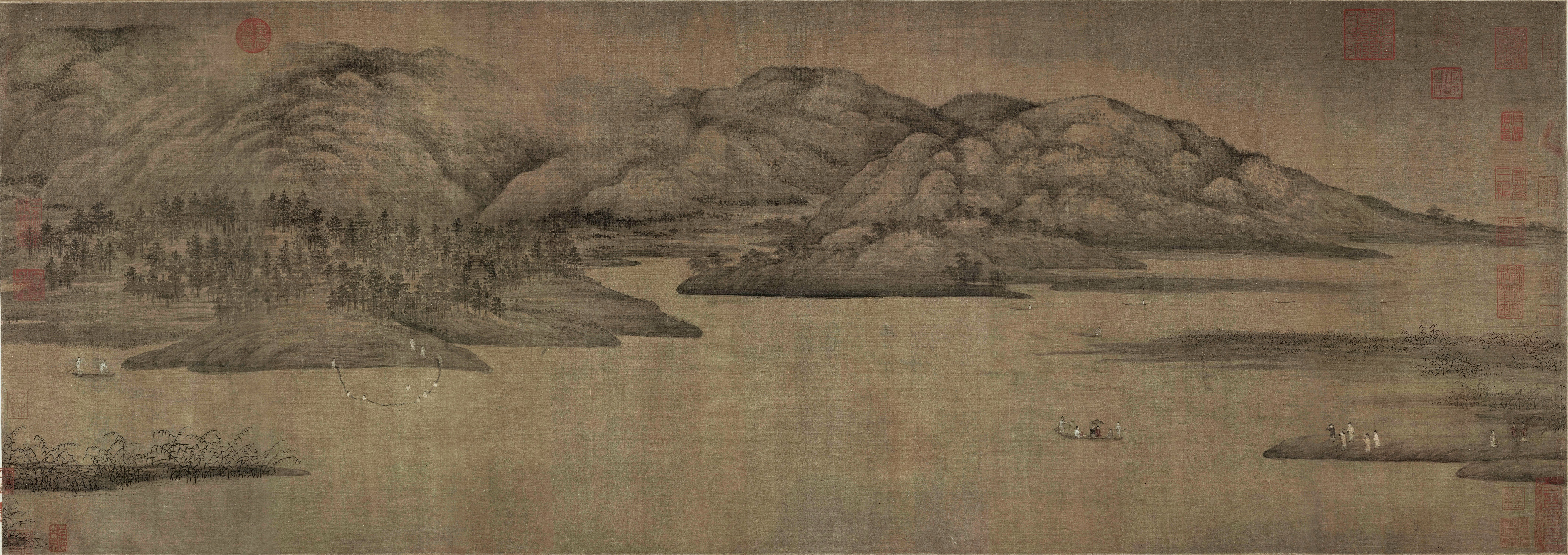
Річки Сяо і Сян, Дун Юань ( 934–962 рр.), Китай
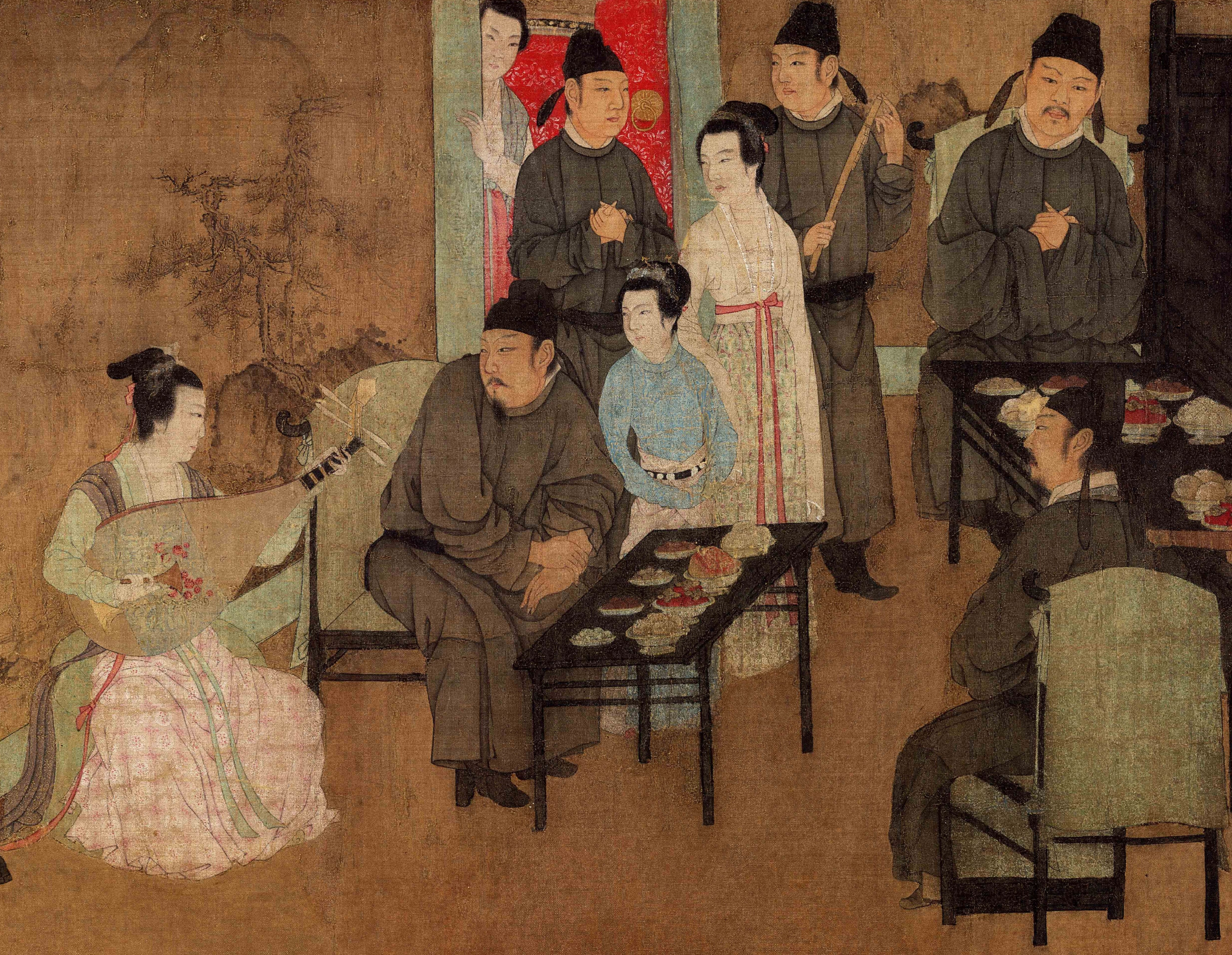
Нічний бенкет у Хань Сіцзая, Династія Сун, намальована з оригіналу X ст. Гу Хун-чжун.
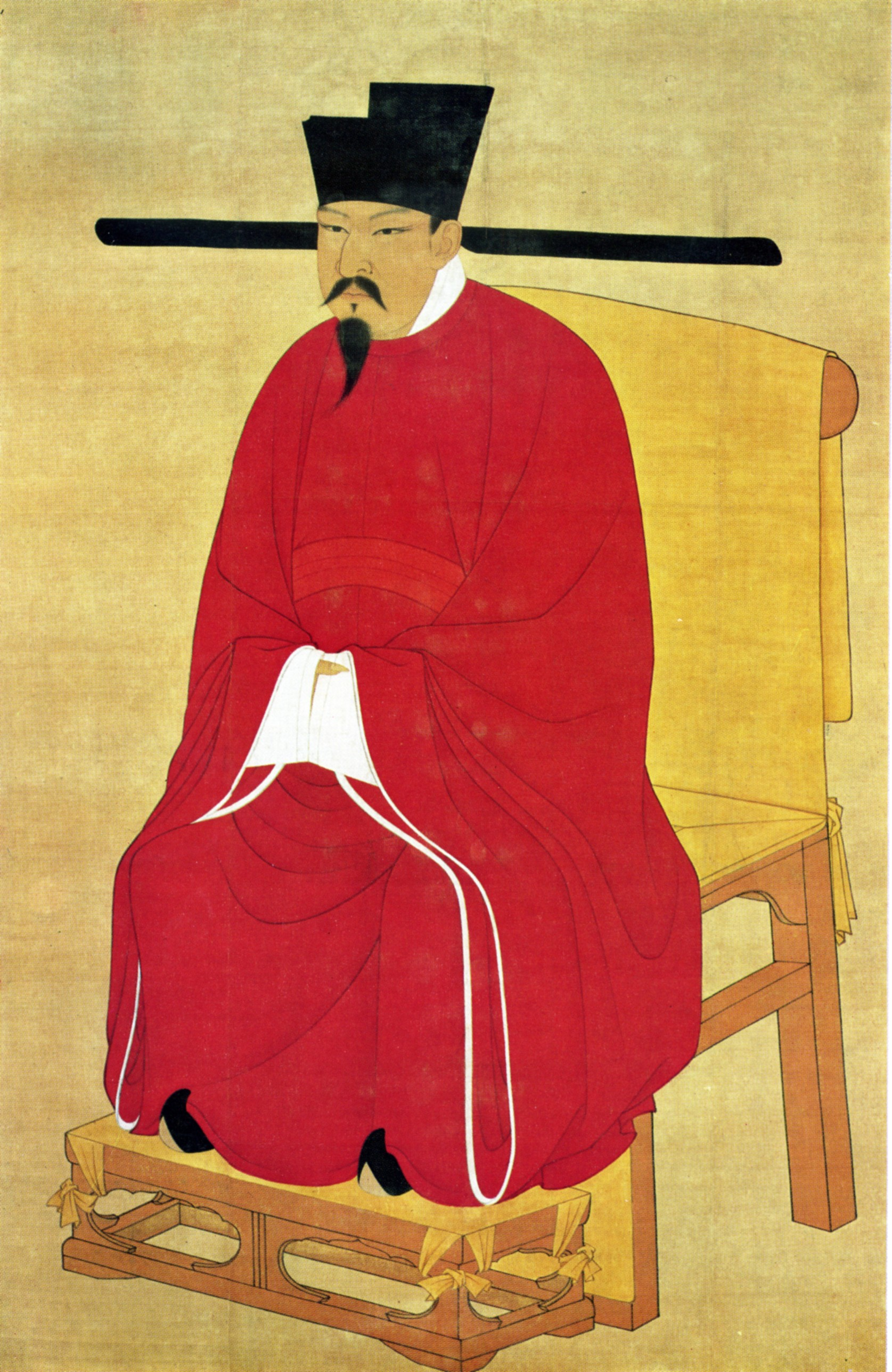
Придворний портрет імператора Чжао Сюй (I) ( 1067–1085 рр.), Китай
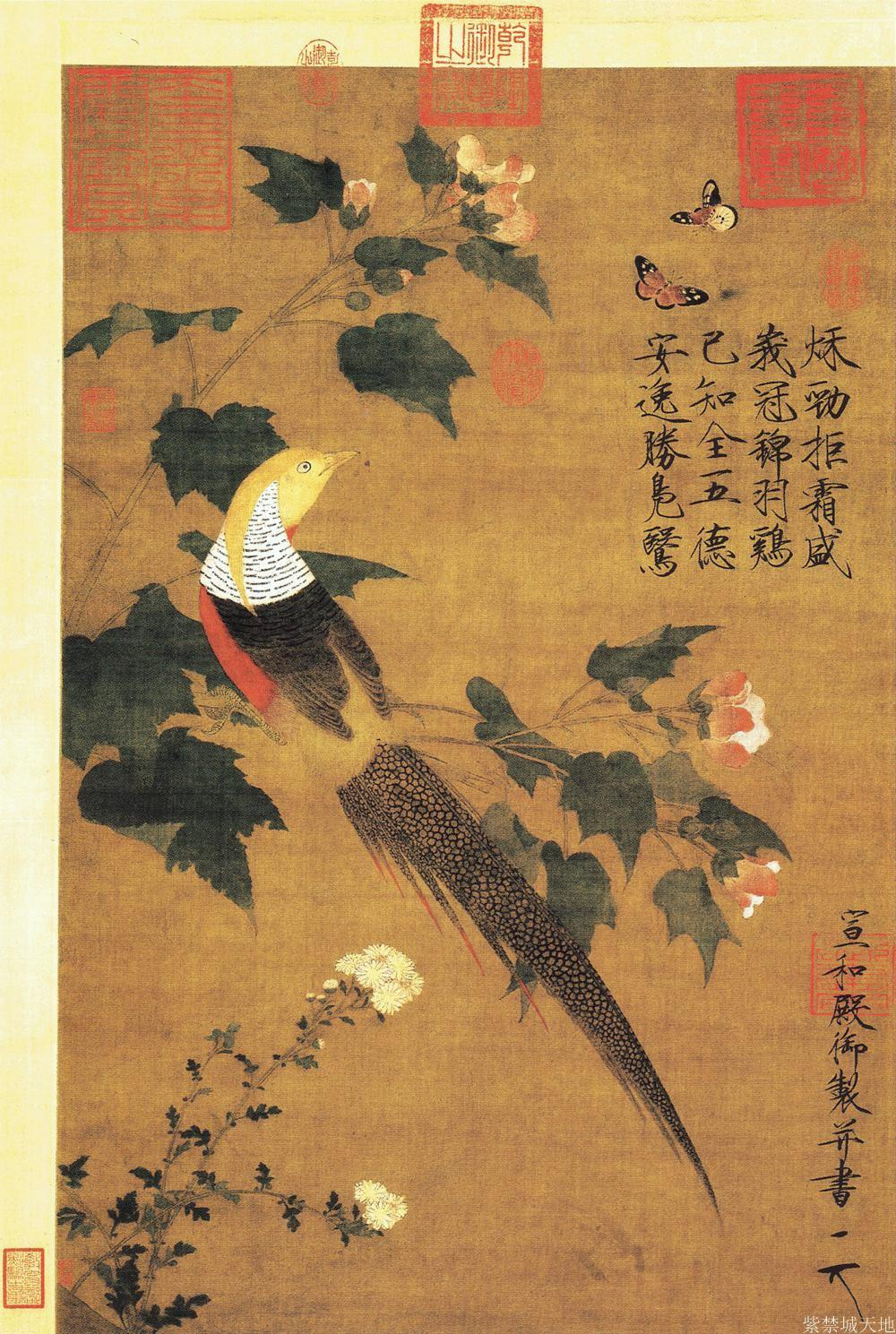
Золотий фазан і бавовняна троянда, імператор Чжао Сюй (I) (1100–1126 рр.), Китай
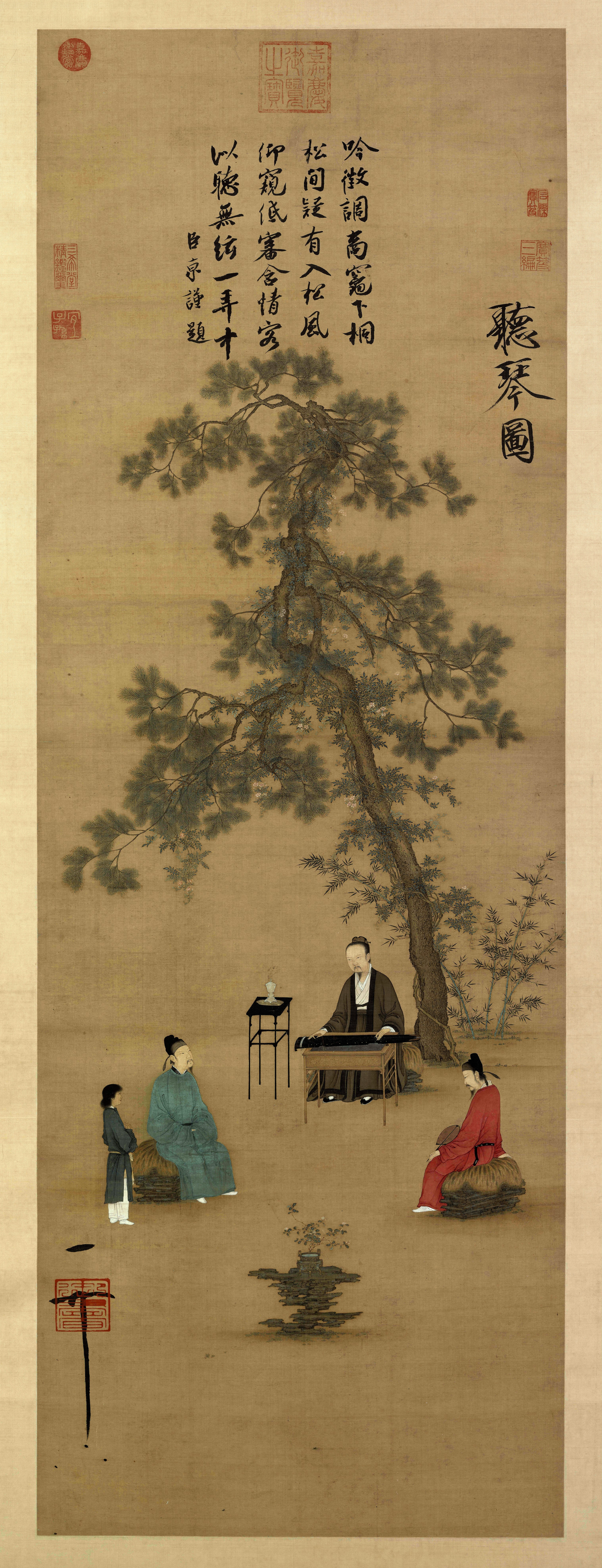
Слухання Гукіна, імператор Чжао Сюй (I) (1100–1126 рр.), Китай
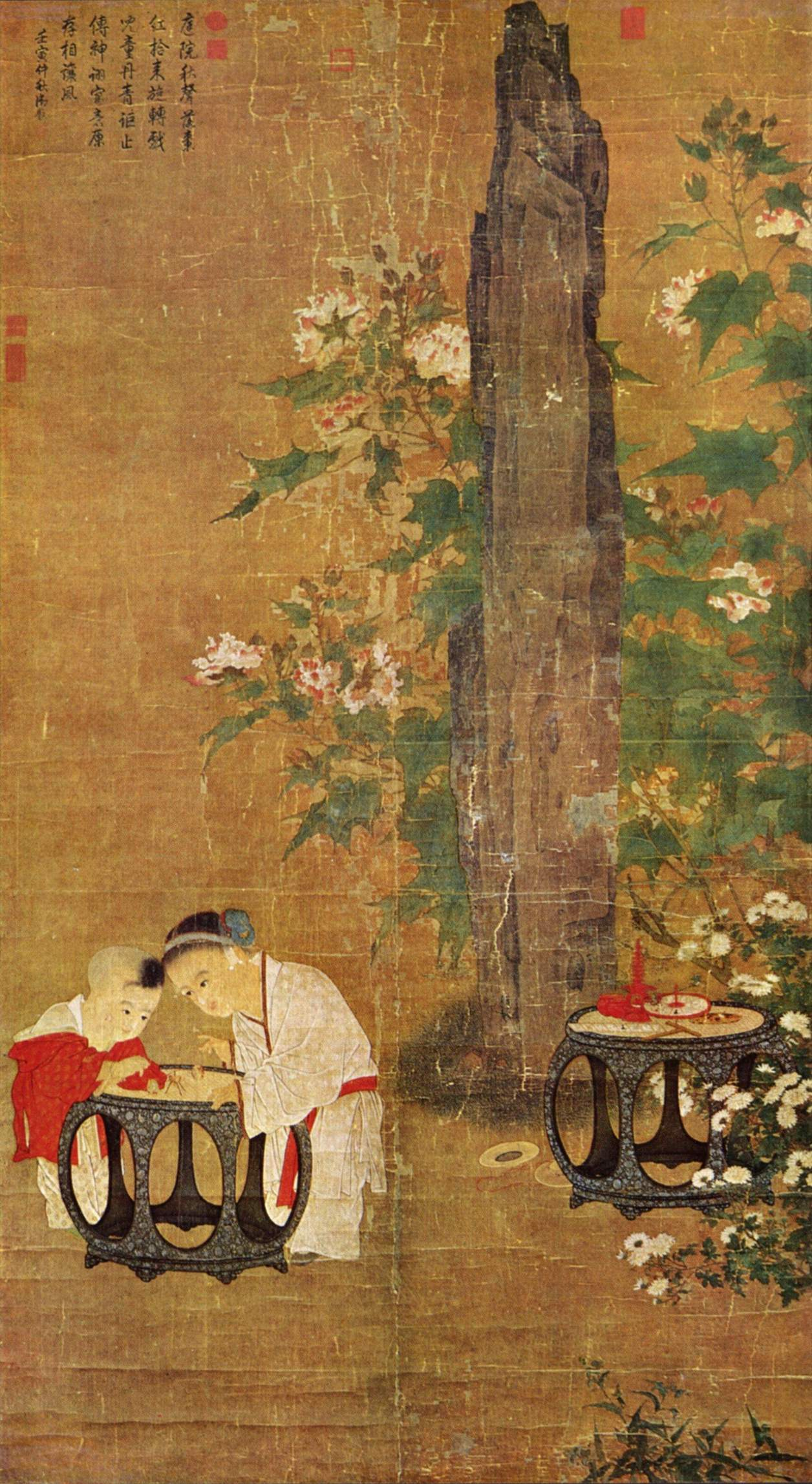
Діти грають, Су Хань Чен, 1150 р, Китай
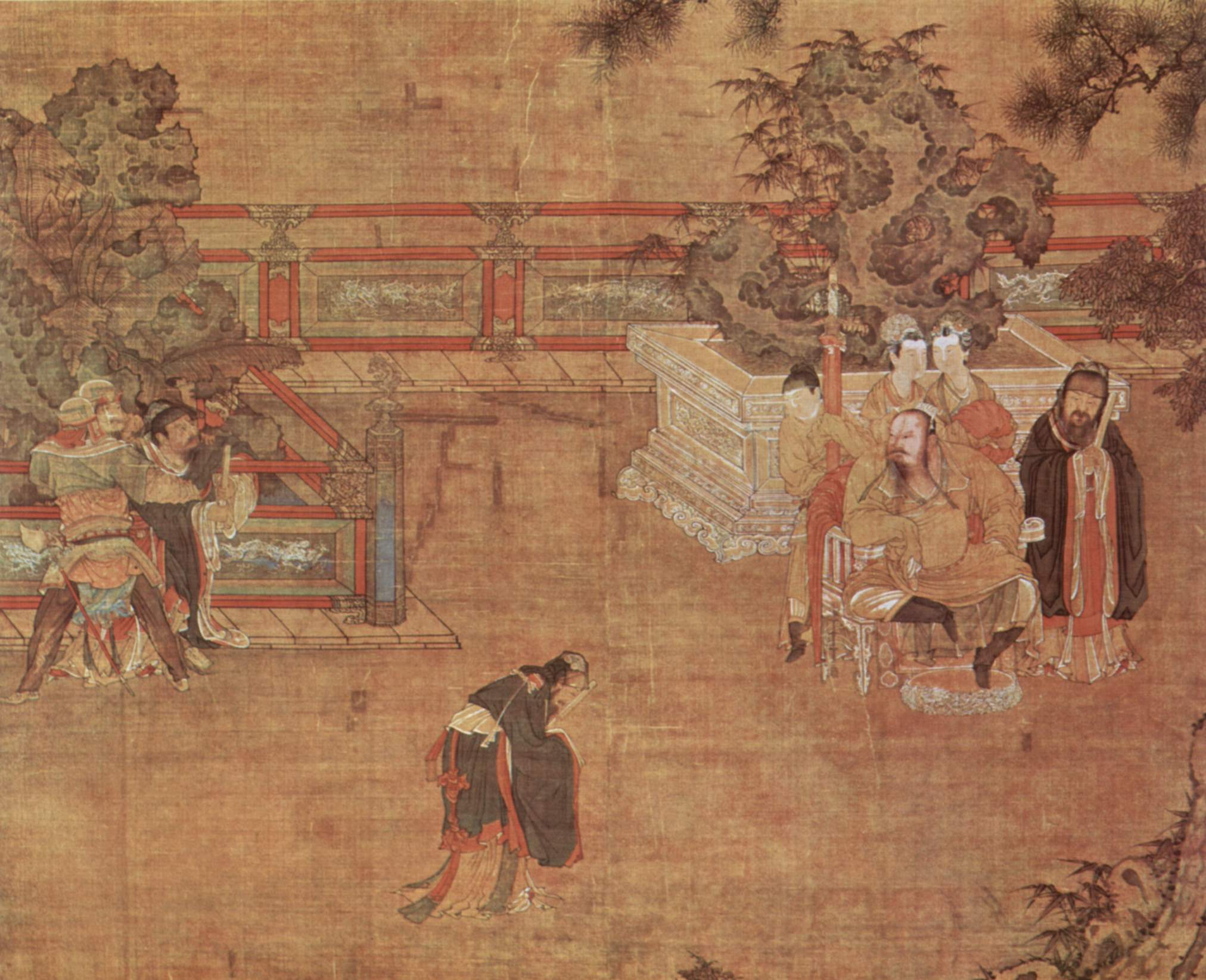
Китаєць, анонімний художник XII ст. Династія Сун
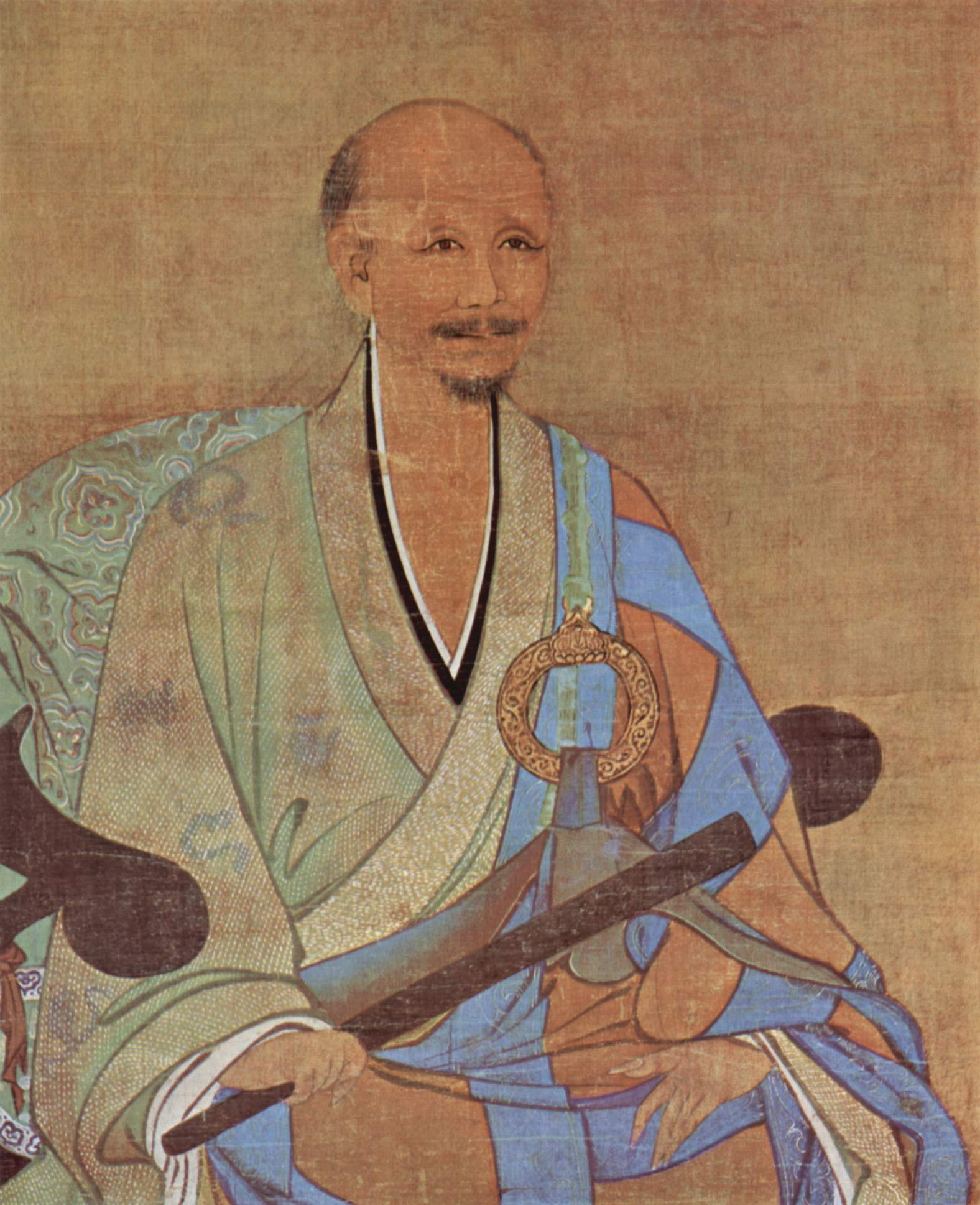
Портрет Дзен буддиста Учжунь Шифань, 1238 р., Китай
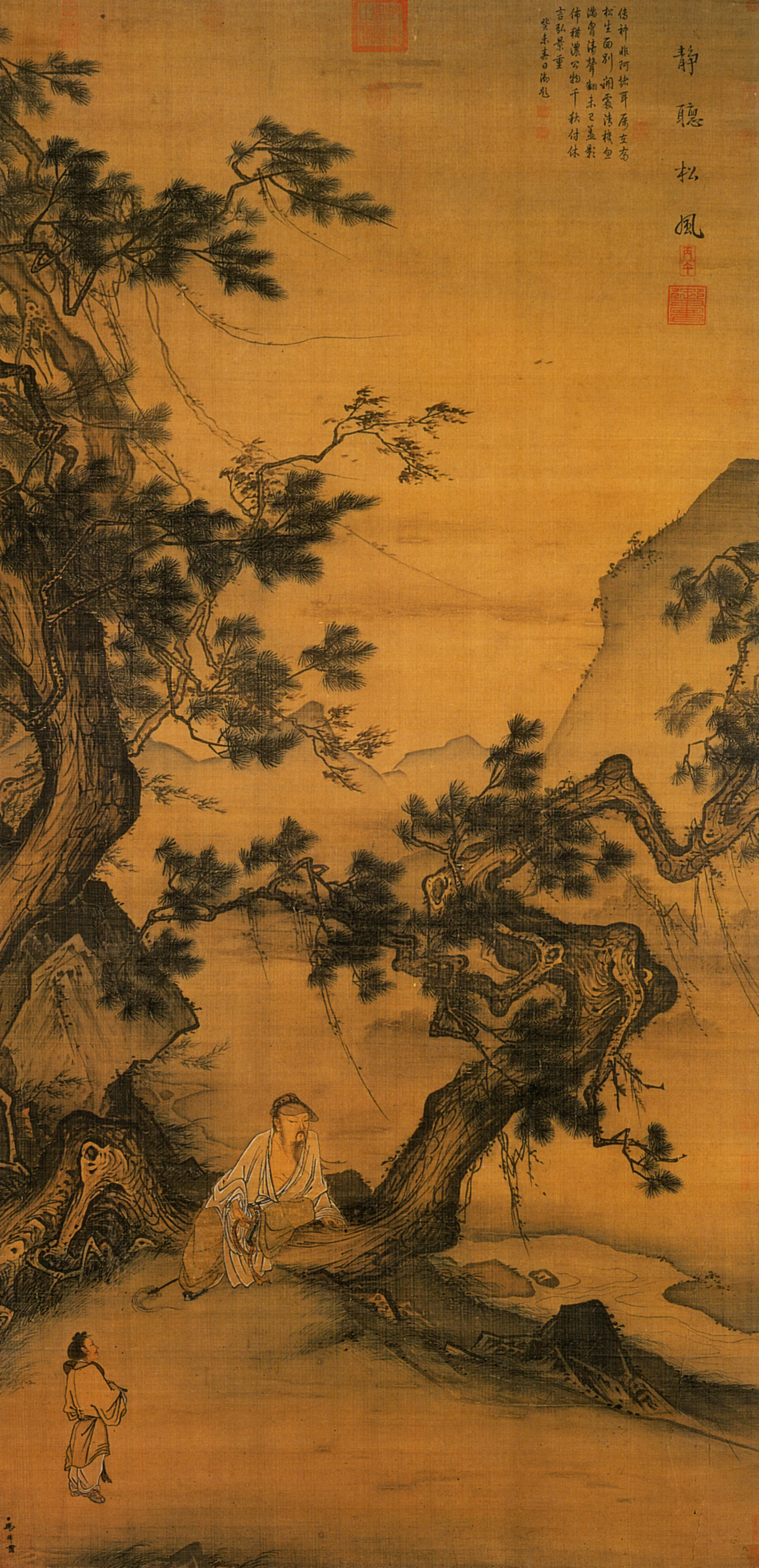
Ма Лінь, 1246 р., Китай
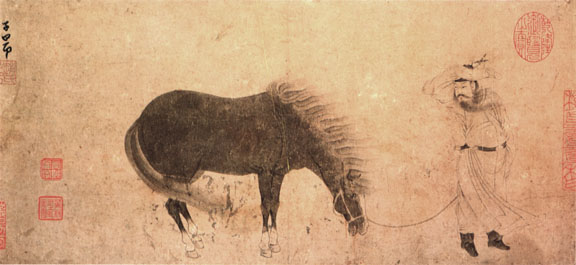
Чоловік та його кінь на вітрі, Чжао Менфу (1254–1322 рр.), Китай
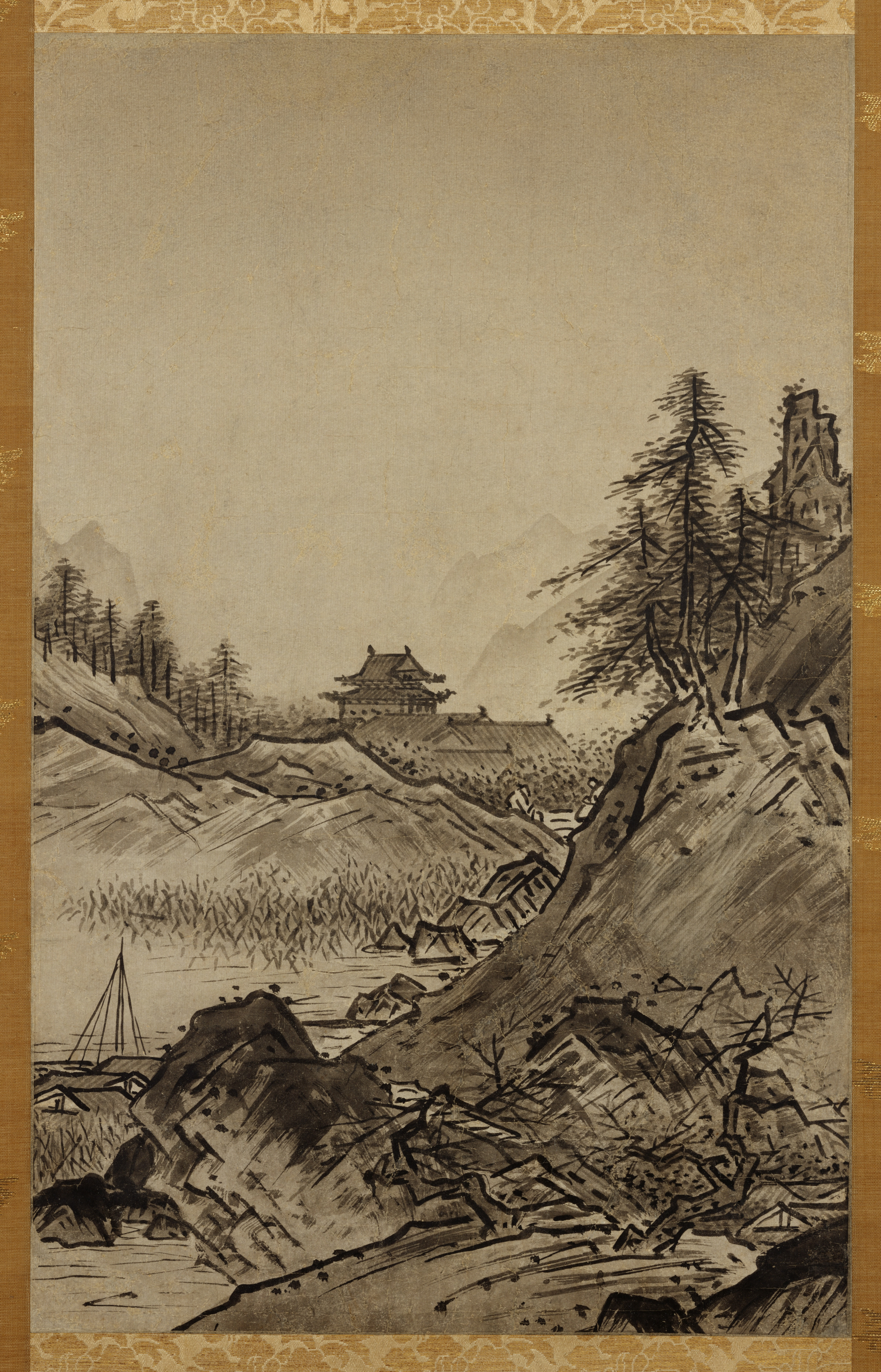
Осінній пейзаж, Сессю (1420–1506), Японія
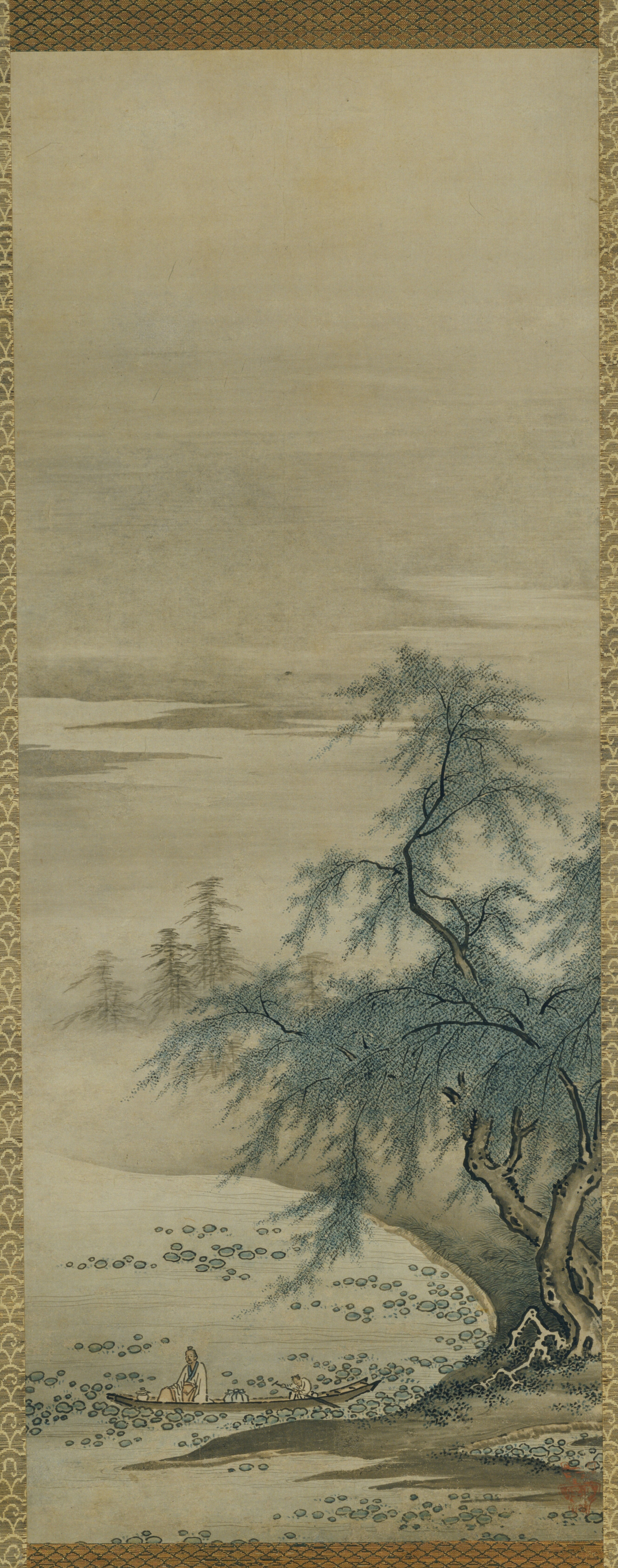
Кано Масанобу, засновник школи Кано (15 ст), Чжоу Маошу високо цінує лотоси, Японія
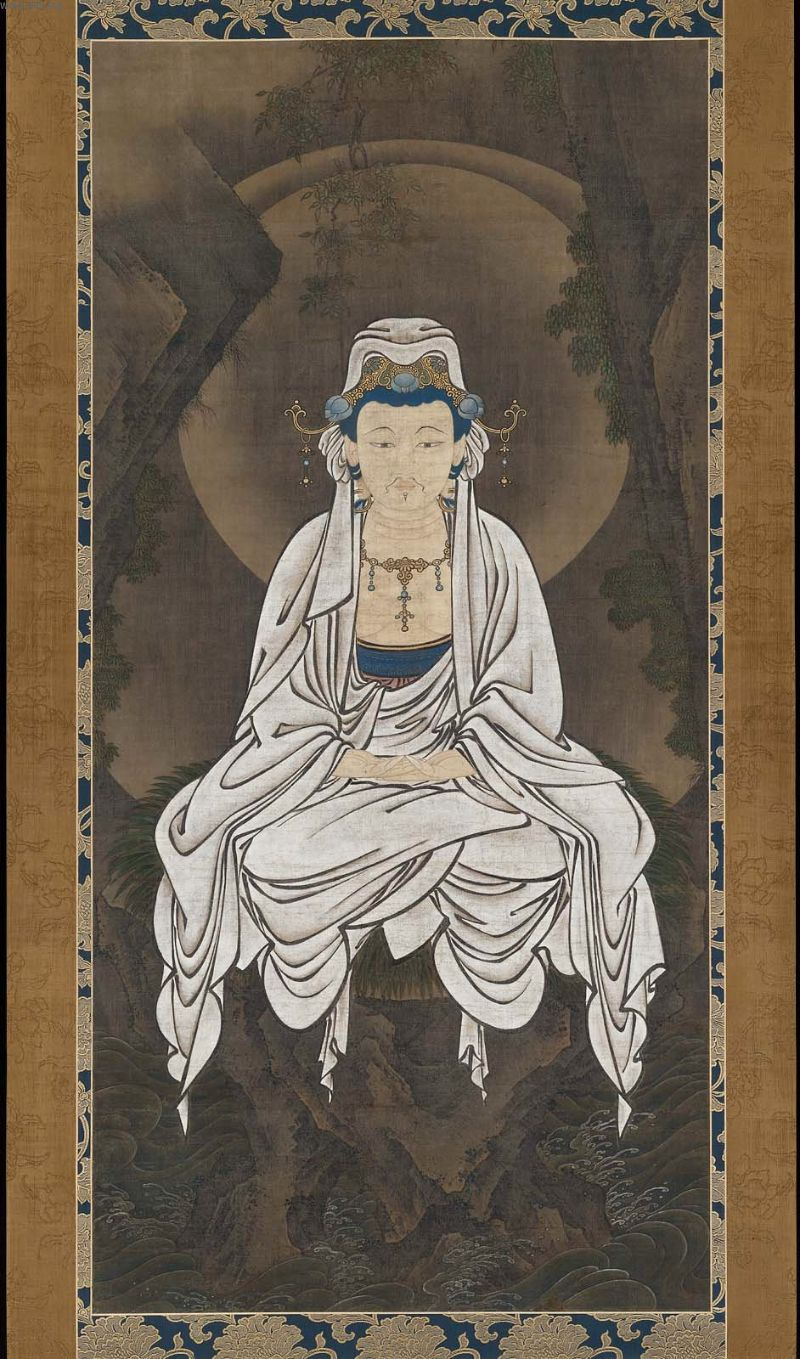
Каннон - бодхісаттва співчуття, Кано Мотонобу (1476–1559), Японія
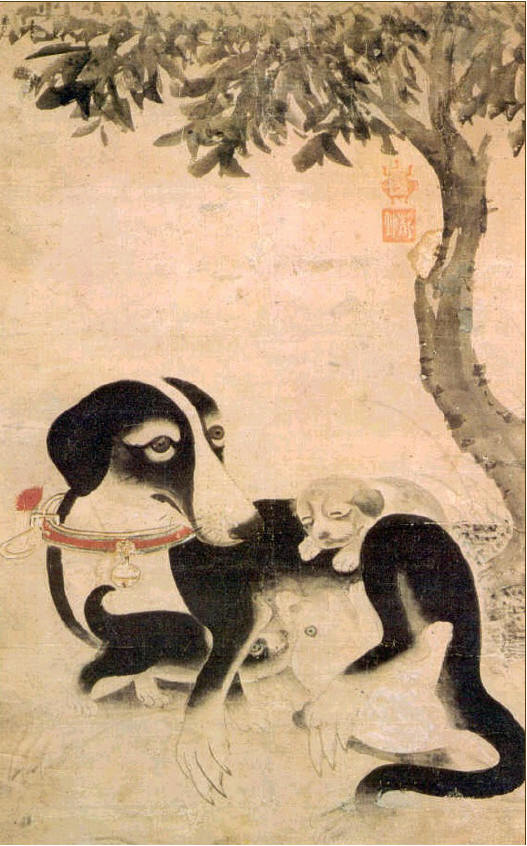
Ї Ам (1499-?), Собака-матір, XV ст, Національний центральний музей Кореї
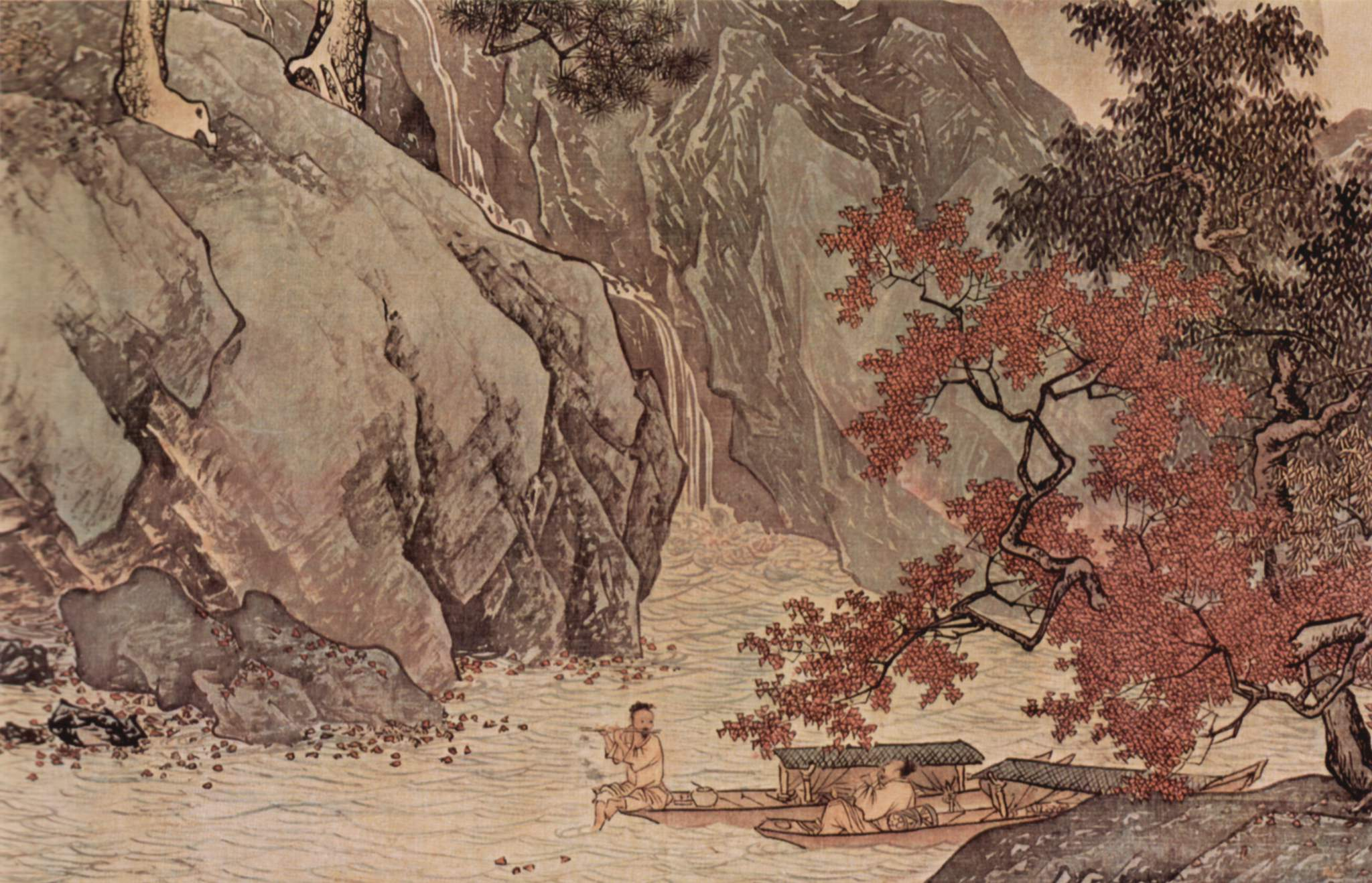
Тан Їнь, Рибалка восени, (1523), Китай
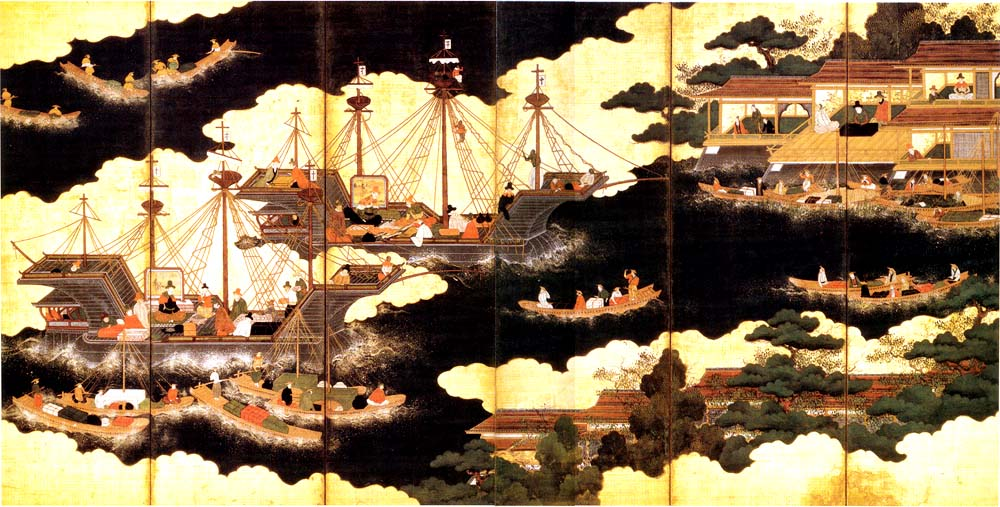
Прибуття нанбанських кораблів для торгівлі в Японії, XVI ст., Японія
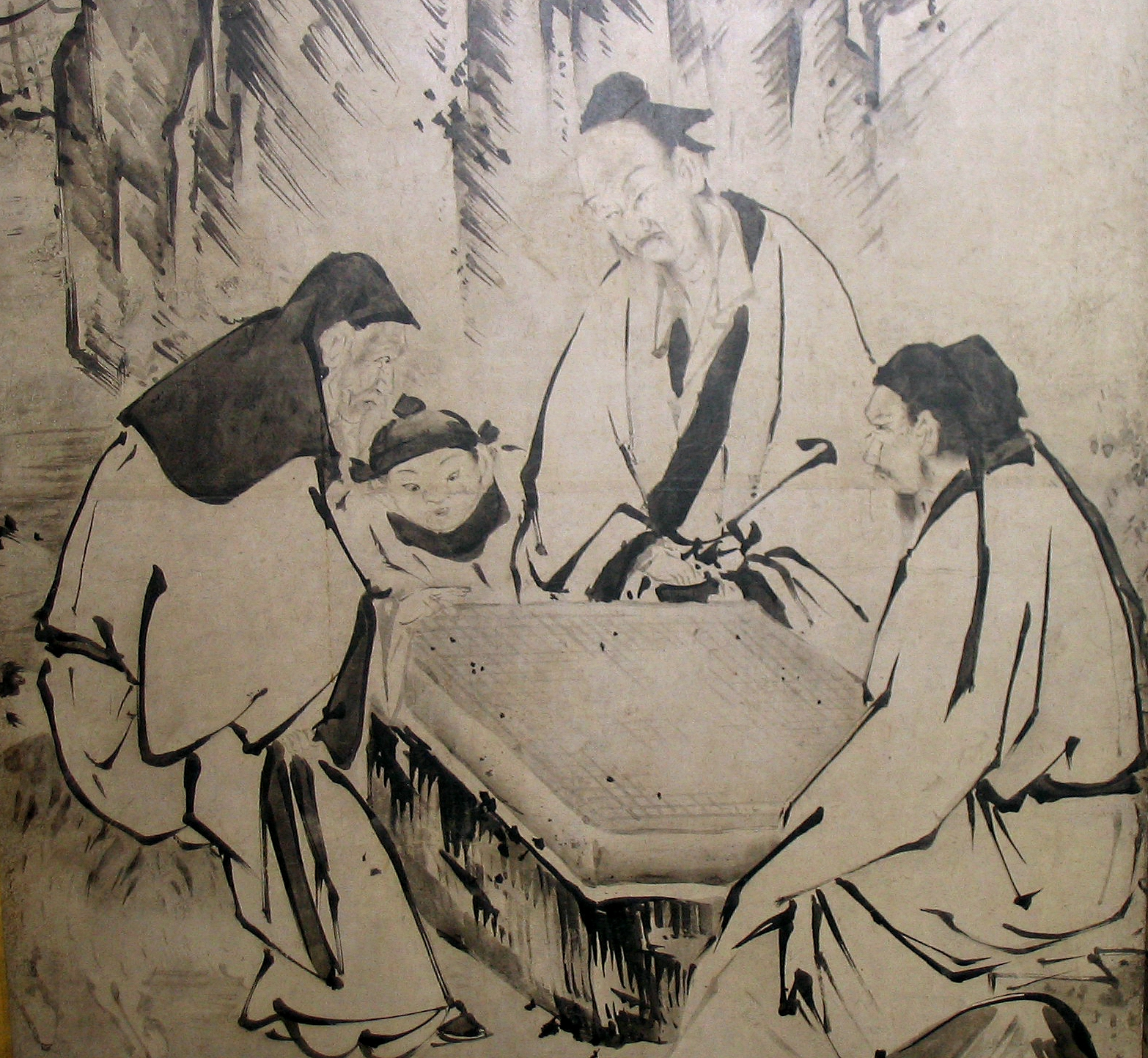
Одна з шести картин циклу «Чотири шляхетні звершення» Кано Ейтоку, на якій зображено людей, що грають у ґо (1543–1590), Японія
Сосновий ліс (права ширма) Хасеґава Тохаку (1539–1610), Японія
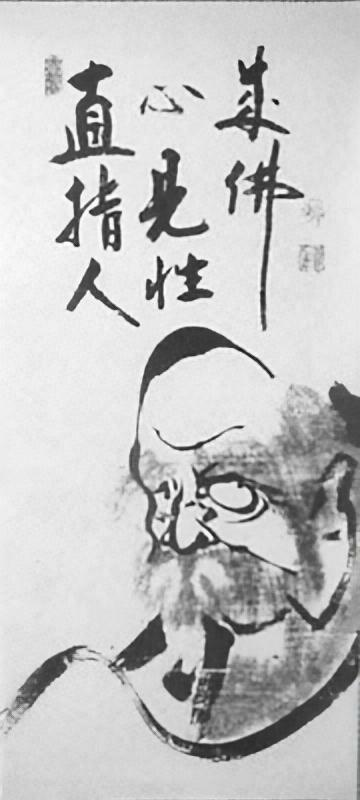
Сувій каліграфії Бодгідгарми, «Дзен вказує прямо на серце людини, зазирніть у свою природу і станьте Буддою», Хакуїн Екаку (1686 - 1769), Японія
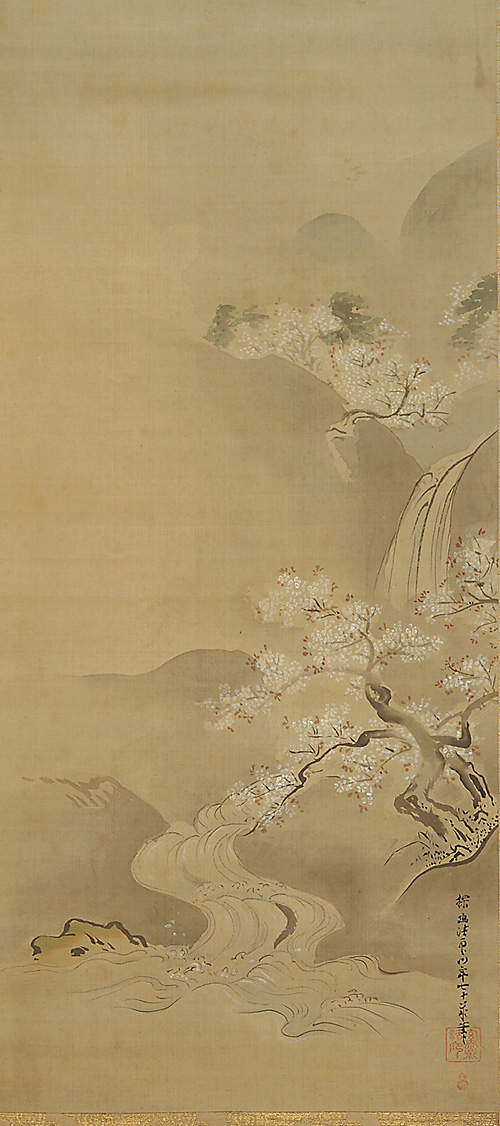
Підвісний сувій, 1672, Кано Тан'ю (1602–1674), Японія
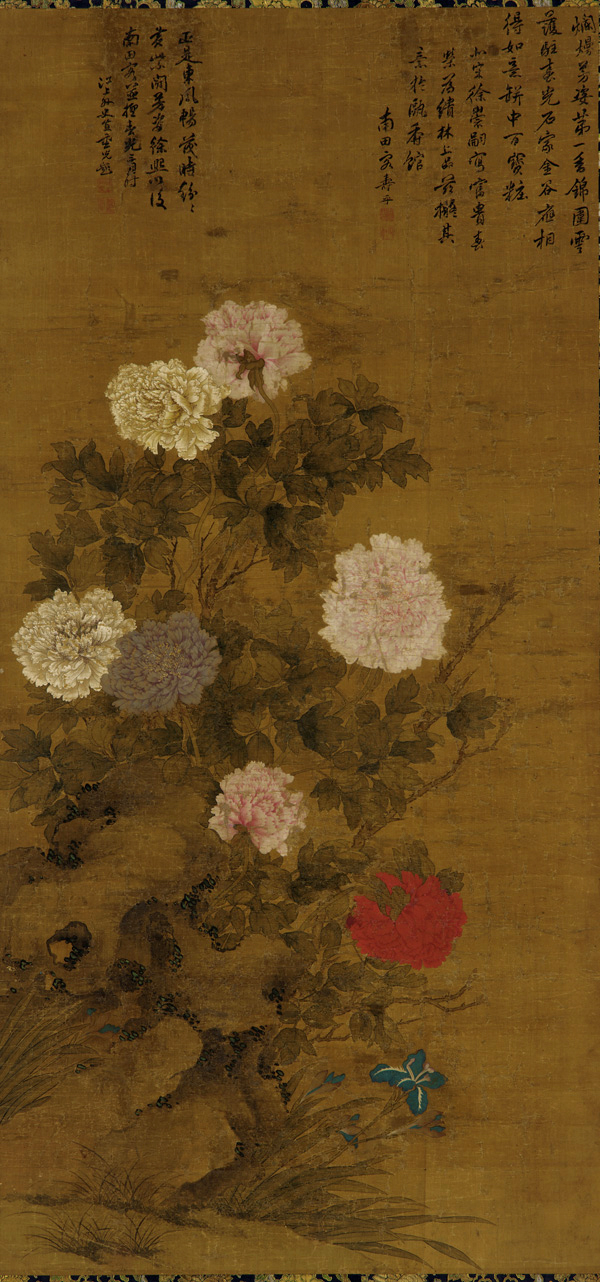
Півонії, Юнь Шоупін (1633–1690), Китай
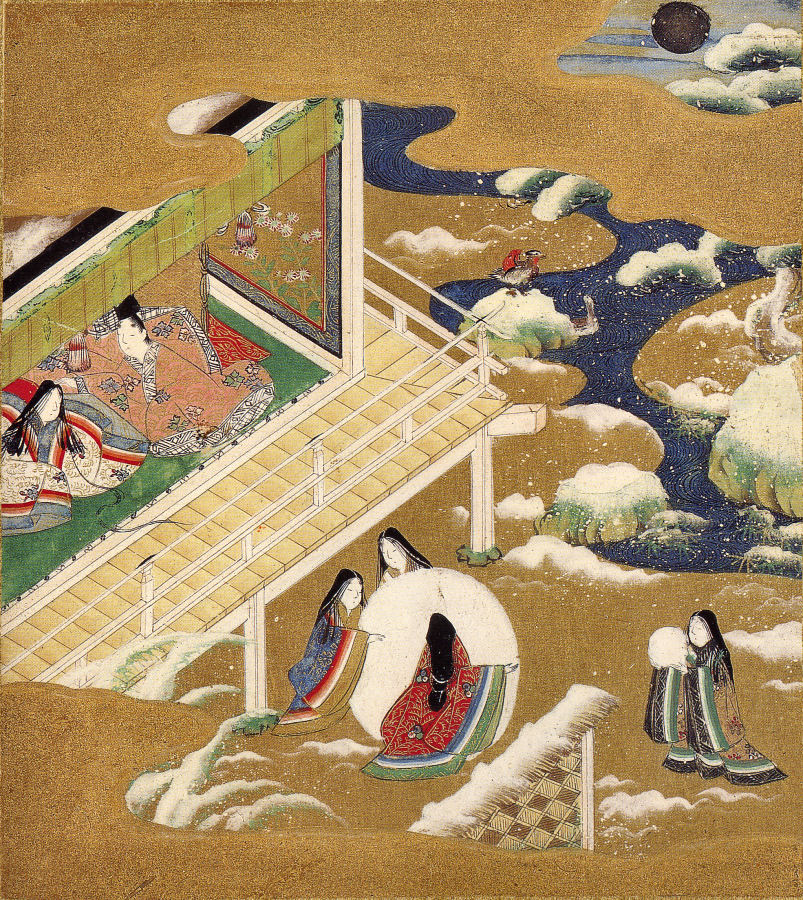
Гендзі Моноґатарі, Тоса Міцуокі (1617–1691), Японія
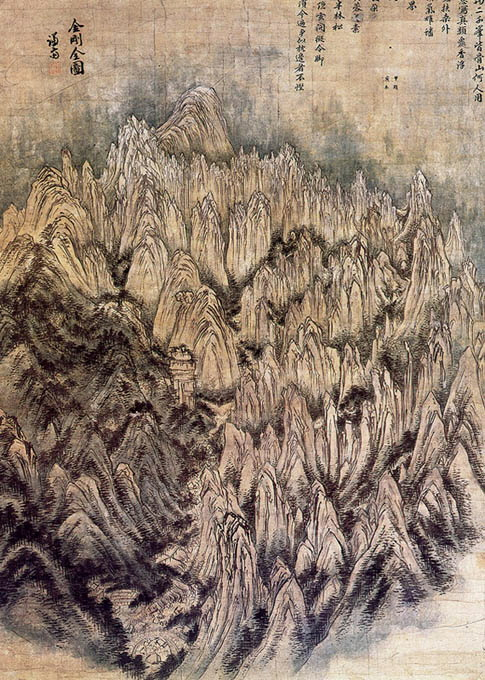
Гори Кимгансан, Чон Сон (1676–1759), 1734, Корея
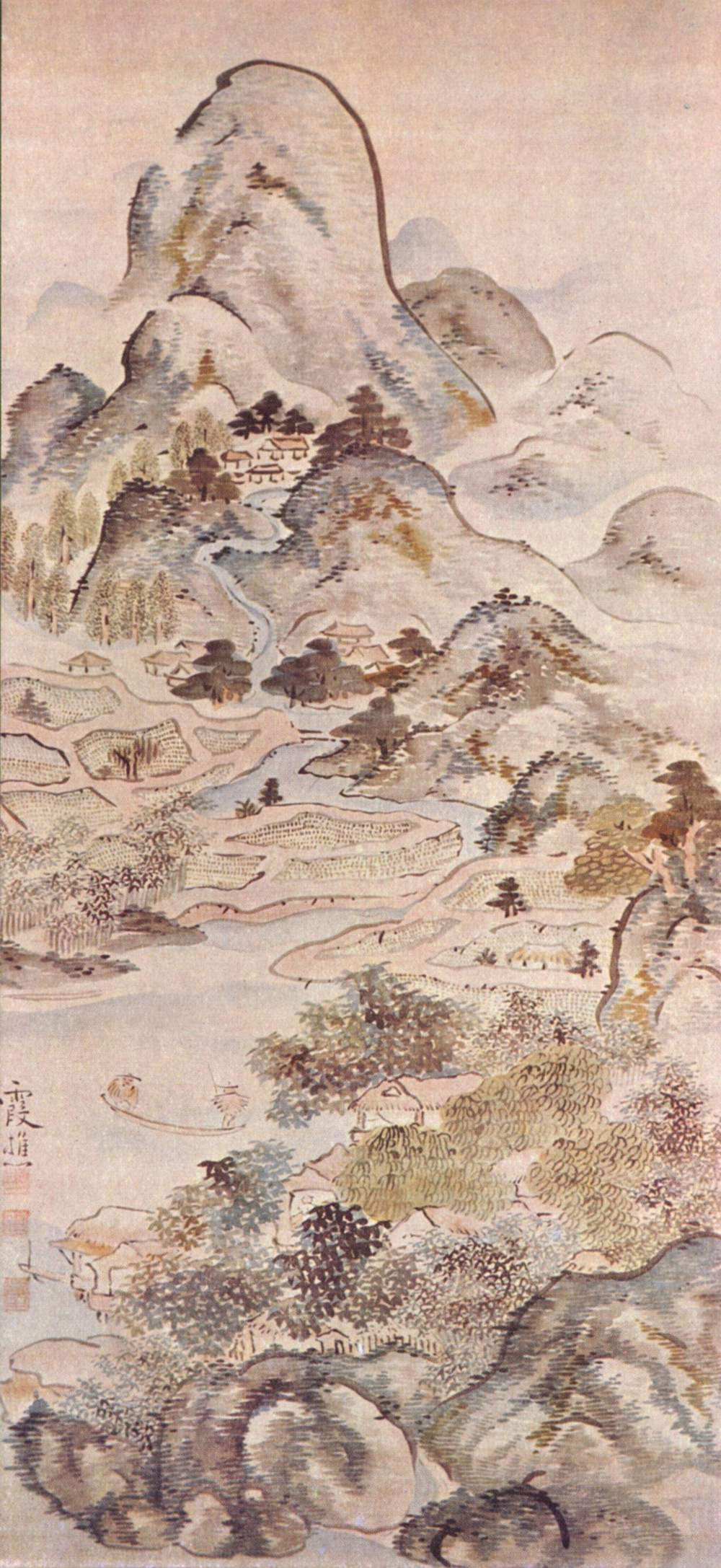
Іке но Тайґа (1723–1776), Весняна рибалка, Японія
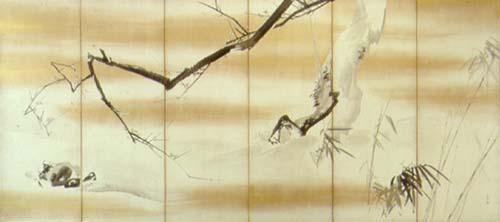
Школа Сідзьо, Сосна, бамбук і слива, картина з шести частин, Маруяма Окьо (1733–1795), Японія
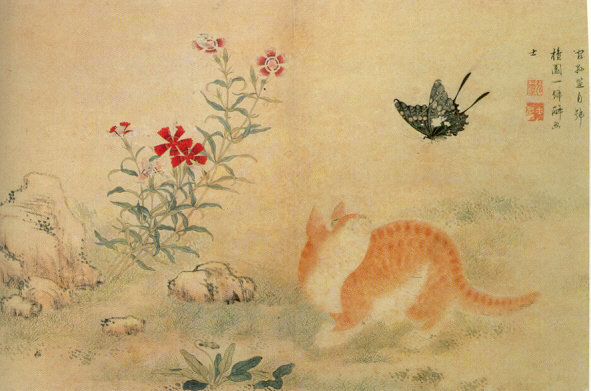
Кішка та метелик, Кім Хон До (1745-?), 18 ст, Корея
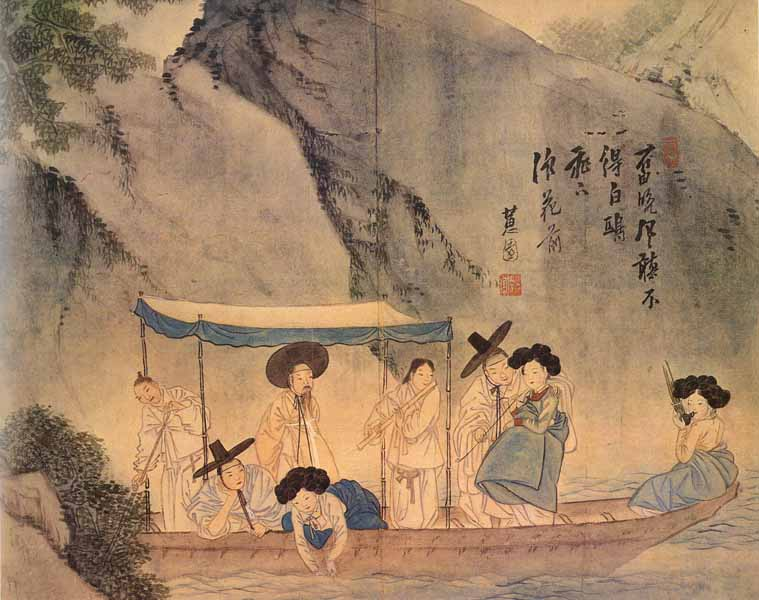
Прогулянка на човні, Сін Юн Бок (1758-?), 1805, Корея
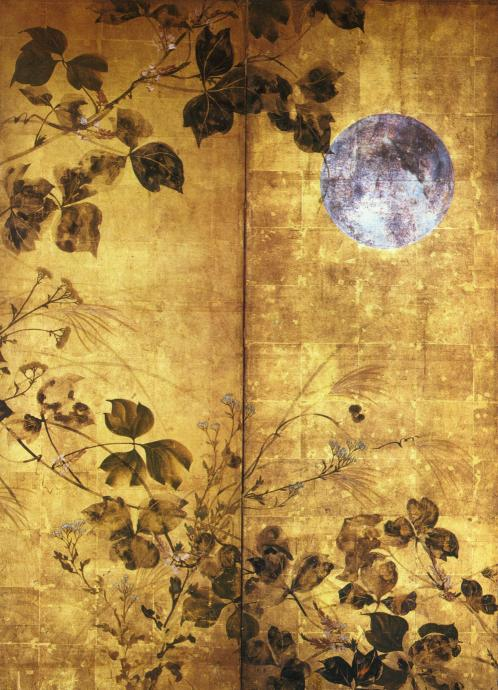
Школа Рін, Осінні квіти та Місяць, Сакаї Хоїцу (1761–1828), Японія
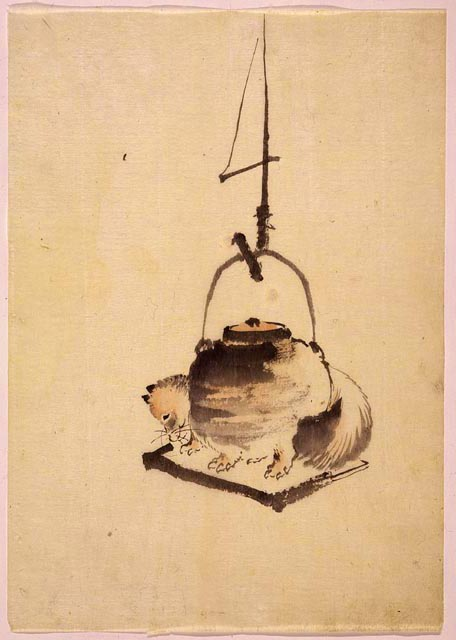
Танукі (єнотовидна собака) у вигляді чайника, Кацусіка Хокусай (1760—1849), Японія
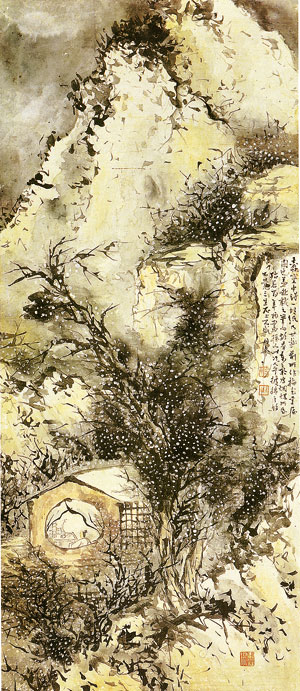
Будинок серед абрикосових дерев, Джо Хі-Рьон (1797–1859), Корея
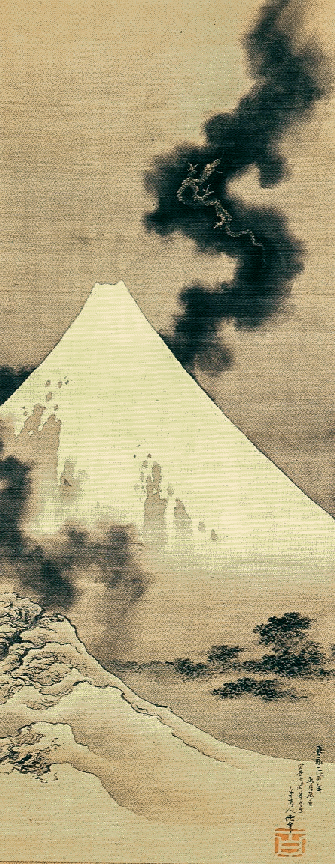
Кацусіка Хокусай, Дракон диму, що рятується від гори Фудзі,, Японія
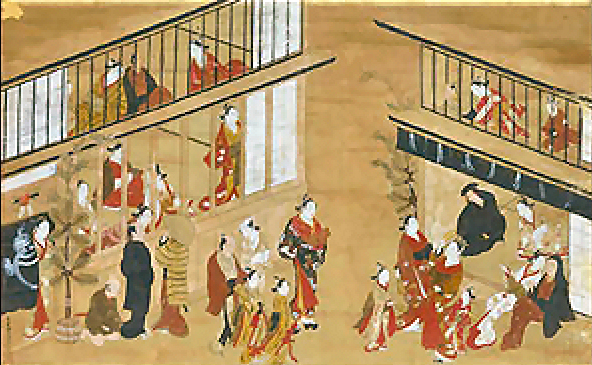
Міяґава Іссьо, картина в жанрі укійо-е без підпису, Японія
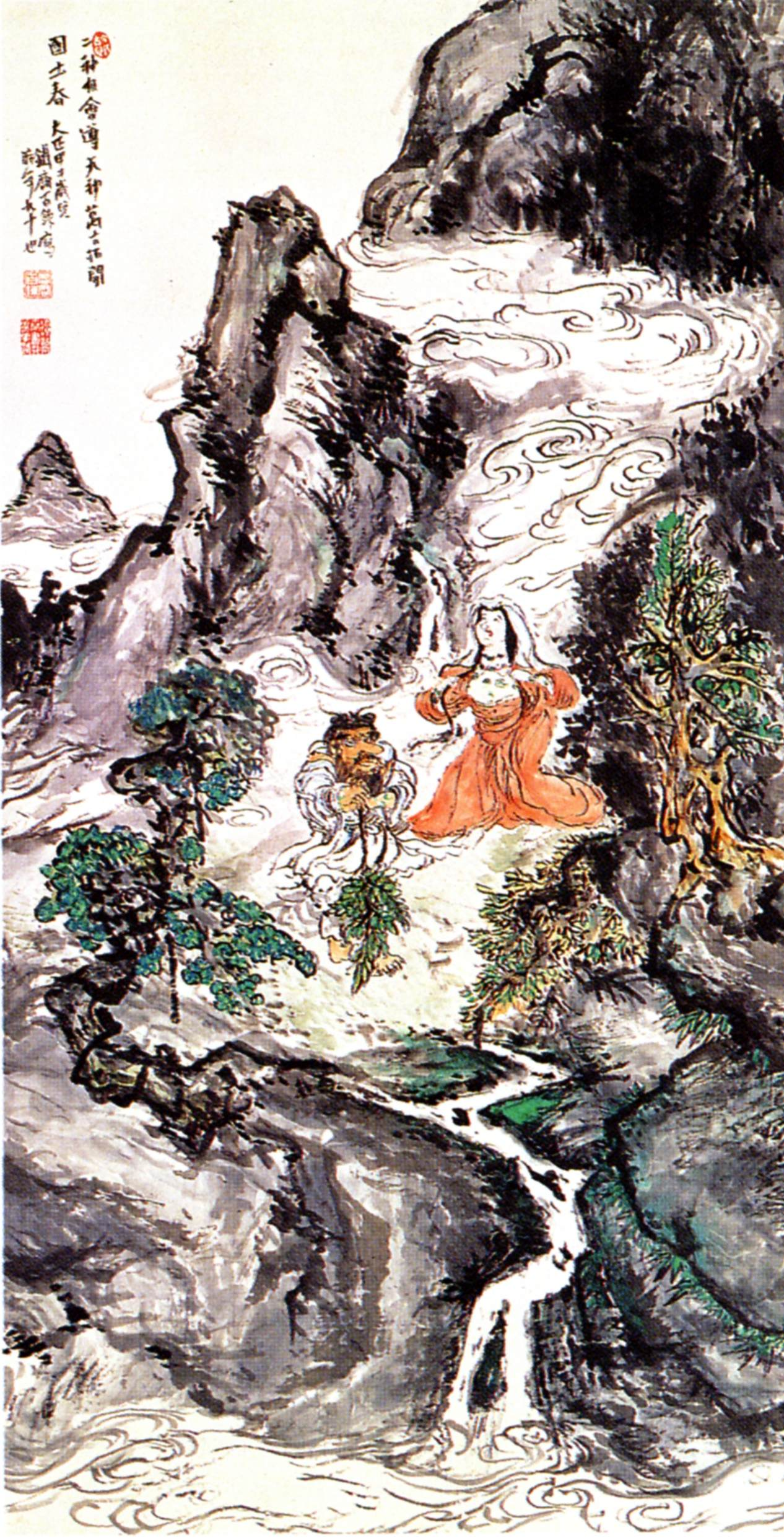
Томіока Тессаї (1837–1924), стиль ніхонга, Танці двох божеств, 1924, Японія